# Papa Bento XVI
Bento XVI (em alemão: Benedikt XVI; em latim: Benedictus XVI), nascido Joseph Aloisius Ratzinger; (Marktl am Inn, 16 de abril de 1927 – Vaticano, 31 de dezembro de 2022)  foi o Papa da Igreja Católica, Bispo de Roma e Soberano da Cidade do Vaticano de 19 de abril de 2005 a 28 de fevereiro de 2013, quando oficializou a sua abdicação. Posteriormente foi Papa Emérito e Romano Pontífice Emérito da Igreja Católica. É considerado, no catolicismo, um dos maiores teólogos da história. Autor de inúmeras obras, Ratzinger também se destacou no combate ao Marxismo, a ideologias e a Teologia da libertação, considerada por ele inimiga da Igreja e das Escrituras. Desde sua renúncia era Bispo emérito da Diocese de Roma. Foi eleito, no Conclave de 2005, com a idade de 78 anos e 3 dias, sendo o sucessor de João Paulo II e sendo sucedido por Francisco.
Dominava pelo menos seis idiomas, entre os quais alemão, italiano, francês, latim, inglês, castelhano e possuía conhecimentos de português, ademais lia grego antigo e hebraico. Foi membro de várias academias científicas da Europa como a francesa Académie des sciences morales et politiques e recebeu oito doutorados honoríficos de diferentes universidades, entre elas da Universidade de Navarra, e foi também cidadão honorário das comunidades de Pentling (1987), Marktl (1997), Traunstein (2006) e Ratisbona (2006). Era pianista e tinha preferências por Mozart e Bach. Foi o sexto e talvez o sétimo papa alemão desde Vítor II (segundo a procedência de Estêvão VIII, de quem não se sabe se nasceu em Roma ou na Alemanha). Em abril de 2005 foi incluído pela revista Time como sendo uma das cem pessoas mais influentes do mundo.
O último papa com este nome fora Bento XV, que esteve no cargo de 1914 a 1922 e pontificou durante a Primeira Guerra Mundial. Ratzinger foi o primeiro Decano do Colégio Cardinalício eleito Papa desde Paulo IV, em 1555, o primeiro cardeal-bispo eleito Papa desde Pio VIII, em 1829, e o primeiro superior da Congregação para a Doutrina da Fé a alcançar o Pontificado, desde Paulo V, em 1605. Bento XVI foi o primeiro papa, desde João XXIII, a voltar a usar o camauro e comumente utilizou múleos. Também foi o primeiro pontífice a visitar um museu judaico. Renunciou em 28 de fevereiro de 2013, justificando-se em sua declaração de renúncia que as suas forças, devido à idade avançada, já não lhe permitiam exercer adequadamente o pontificado.
O Papa Emérito Bento XVI morreu em 31 de dezembro de 2022, às 9h34min do horário local, após apresentar uma rápida deterioração de sua saúde em consequência da idade avançada, nos dias seguintes ao Natal. Sua morte foi confirmada pelo Secretário de Imprensa da Santa Sé, Matteo Bruni.

## Primeiros Anos: 1927–1951

### Infância e juventude

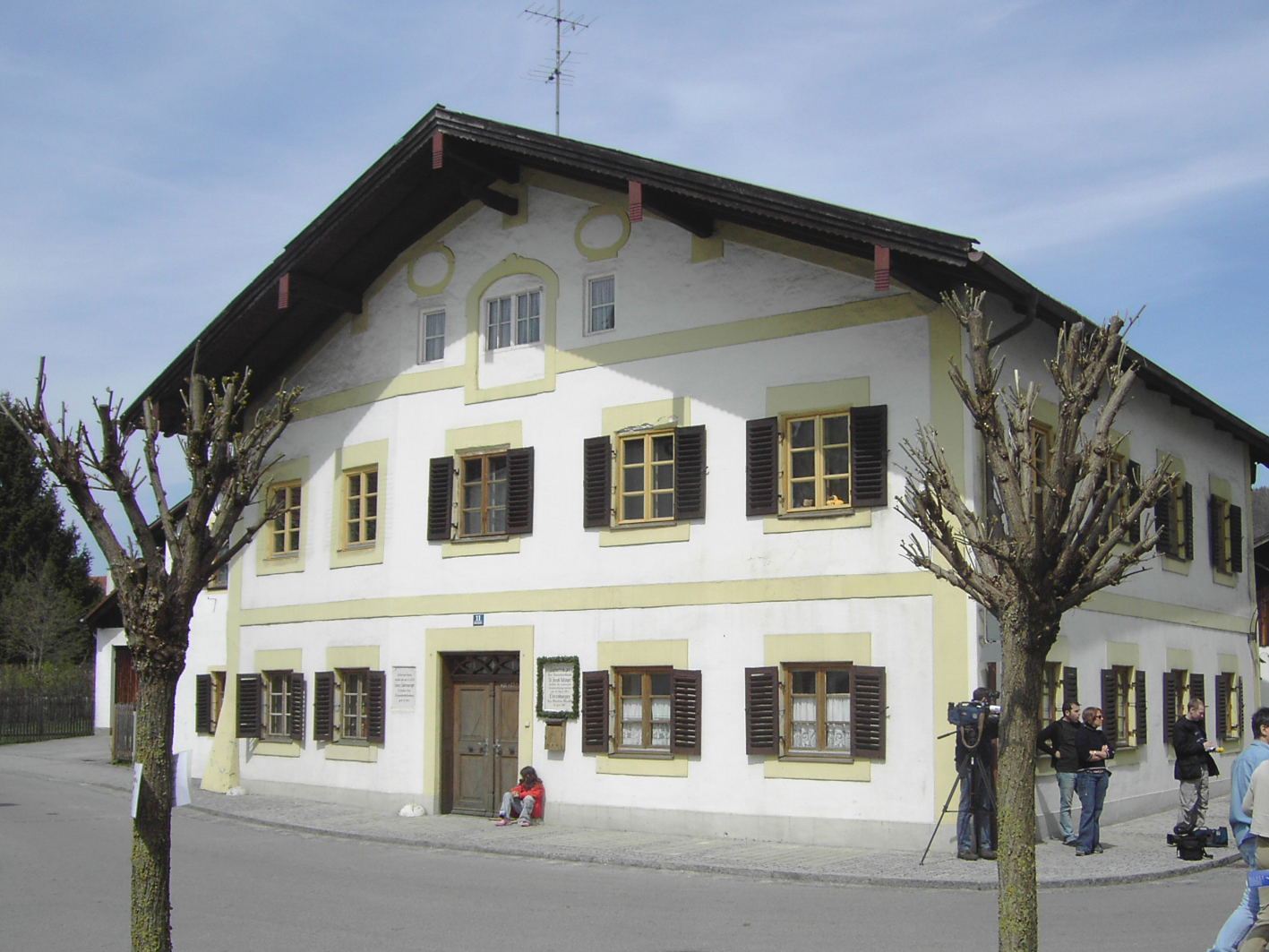
Casa onde Joseph Ratzinger nasceu em 1927, Marktl am Inn no sudeste da Baviera: Mauthaus.

Joseph Ratzinger nasceu no dia 16 de abril de 1927 em Marktl am Inn, uma pequena vila na Baviera, às margens do rio Inn, na Alemanha, filho de Joseph (nascido em 6 de março de 1877, † 25 de agosto de 1959), um comissário de polícia (Gendarmeriekommissar) do Reich, um oficial da polícia rural oriundo da Baixa Baviera e adepto de uma corrente bávaro-austríaca de orientação católica. Seu pai, era de religiosidade profunda e um decidido adversário do regime nacional-socialista, as suas ideias políticas firmes chegaram a trazer sérios perigos para a própria família. Em 1941, um dos primos de Ratzinger, um menino de catorze anos de idade com síndrome de Down, foi morto pelo regime nazi em sua campanha eugênica.
A mãe de Joseph Ratzinger, Maria Peintner (1884–1963), era de origem sul-tirolesa, uma região que hoje pertence à Itália, mas que à época de seu nascimento era parte do Império Austro-Húngaro. A senhora Ratzinger era conhecida por ser boa cozinheira, trabalhou em pequenos hotéis. O casamento dos pais de Joseph Ratzinger ocorreu em 1920, tendo os filhos Maria (1921–1991) e Georg (1924–2020). Joseph nasceu num Sábado de Aleluia e foi batizado no dia seguinte, domingo de Páscoa. A família não era pobre no sentido literal do termo, mas os pais tiveram de fazer muitas renúncias para que os filhos pudessem estudar. Em 1928 a família mudou-se para Tittmoning, na época um lugarejo de cinco mil habitantes, às margens do rio Salzach na fronteira austríaca. Em 1932 a família mudara-se novamente, agora para Aschau, de novo às margens do Inn, um povoado próspero, já que em Tittmoning Ratzinger pai havia se mostrado demasiado contrário aos nazistas. Aqueles assumiram o poder em 30 de janeiro de 1933, quando Hindenburg nomeou Adolf Hitler chanceler, nos quatro anos em que a família Ratzinger passou em Aschau o novo regime limitou-se a espionar e a ter sob controle os sacerdotes que se lhe mostravam hostis, Ratzinger pai não só não colaborou com o regime como ajudou e protegeu os sacerdotes que sabia estarem em perigo. Já em 1931 os bispos da Baviera haviam publicado uma instrução dirigida ao clero em que manifestavam a sua oposição às ideias nazistas. A oposição entre a Igreja e o Reich estendia-se ao âmbito escolar: os bispos empreenderam uma dura luta em defesa da escola confessional católica e pela observância da Concordata.

### Vocação
Em Aschau começam os primeiros vislumbres da vocação sacerdotal, o jovem Ratzinger se deixa tocar pelos atos litúrgicos do povoado os quais frequenta com piedade, entrementes o avanço do novo sistema político e, com ele, a oposição da Igreja. Em 9 e 10 de novembro de 1938 ocorreu a Kristallnacht em que as juventudes hitleristas apedrejam as vitrines das lojas dos judeus. Pouco tempo depois Pio XI promulga a Encíclica Mit brennender Sorge, em que condena as teorias nacional-socialistas. Neste ano seu pai, então sexagenário, aposentou-se e a família mudou-se para Traunstein.
Nos anos de ginásio em Traunstein aprendera o latim que ainda era ensinado com rigor, o que muito lhe valeu como teólogo, pôde ler as fontes em latim e grego e, em Roma, durante o concílio, comenta, foi-lhe possível adaptar-se com rapidez ao latim dos teólogos que lá se falava, embora nunca tivesse ouvido palestras nessa língua. A formação cultural com base na antiguidade greco-latina propiciada naquele ambiente "criava uma atitude espiritual que se opunha às seduções da ideologia totalitária".
Com o Anschluss e a fronteira da Áustria aberta a família pode ir com mais frequência a Salzburgo e em peregrinação a Maria Plain, ali puderam assistir a diversas apresentações musicais: "Foi ali que Mozart entrou até o fundo da minha alma. Não é um simples divertimento: a música de Mozart encerra todo o drama do ser humano", afirma. Pela Páscoa de 1939 ingressa no seminário-menor em Traunstein, por indicação do pároco, para que pudesse iniciar de forma sistemática na vida eclesiástica.

### A guerra
Com guerra, o seminário foi requisitado como hospital militar e o diretor o transferiu para uns alojamentos vazios das Damas Inglesas de Sparz. A incorporação na Juventude Hitlerista das crianças alemãs tornou-se oficialmente obrigatória a partir de 1938 até o fim do Terceiro Reich em 1945. Até 1939 nenhum seminarista havia entrado na organização, mas o regime exigiu que a partir de março a afiliação fosse obrigatória. Até outubro a direção do seminário em que estava se negou a inscrever os seus alunos, mas logo não pôde mais impedir a sua inscrição na organização. Assim sucedeu também com Joseph Ratzinger, aos 14 anos. Uma testemunha relata (segundo o Frankfurter Allgemeine Zeitung) que os seminaristas eram uma "provocação para os nazis: se lhes considerava suspeitos de estar contra o regime". Em um documento do Ministério da Educação se lê que a incorporação compulsória à Juventude Hitlerista "não garantia que os seminaristas realmente se haviam incorporado à comunidade nacional-socialista". Quando fez catorze anos em 1941, portanto, Joseph teve de se incorporar à Juventude Hitlerista e, de acordo com o seu biógrafo John Allen, não era um membro entusiasta. Recebeu gratuidade escolar por pertencer a esse grupo, mesmo não participando de seus encontros, graças à amizade com um professor de matemática filiado ao partido Nacional-Socialista, que lhe deu aulas no seminário. Por causa da mobilização provocada pela guerra os irmãos Ratzinger deixaram o seminário naquele ano de 1941 e retornaram à casa paterna.

### Serviço militar

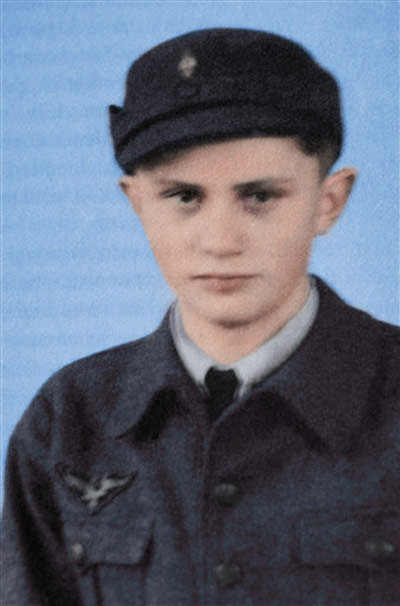
O jovem Ratzinger durante o serviço militar.

Em 1943, com dezesseis anos, foi incorporado, pelo alistamento obrigatório, no Exército Alemão, numa divisão da Wehrmacht encarregada da bateria de defesa antiaérea da fábrica da BMW nos arredores de Munique. Mais tarde, esteve em Unterförhring e Gilching, ao norte do lago Ammer. Foi dispensado em 10 de setembro de 1944 do serviço na bateria antiaérea de Gilching e poucos dias depois foi enviado a um campo de trabalho em Burgenland, na fronteira da Áustria com a Hungria e a Checoslováquia para realizar trabalhos forçados, daí sendo enviado ao quartel de infantaria em Traustein, de onde desertou pouco tempo depois.
Com a rendição alemã em 8 de maio de 1945 Ratzinger ficou preso no campo de concentração de prisioneiros das forças aliadas em Bad Aibling, com mais de quarenta mil prisioneiros. Foi libertado em 19 de junho, apenas dois meses depois de ter completado os dezoito anos, chegando em casa em Traunstein na noite da sexta-feira do Sagrado Coração.

## Carreira: 1951–2005

### Carreira acadêmica: 1951–1977
Ratzinger começou como vice-pároco (coadjutor) na paróquia St. Martin, Moosach, em Munique, em 1951. Formou-se em teologia em 1953. Tornou-se professor da Universidade de Bonn em 1959, com sua palestra inaugural sobre "O Deus da Fé e o Deus da Filosofia". Em 1963, mudou-se para a Universidade de Münster. Durante este período, participou do Concílio Vaticano II (1962-1965) e serviu como peritus (consultor teológico) do Cardeal Frings de Colônia. Ratzinger era visto durante a época do Concílio como um reformador, cooperando com teólogos como Hans Küng e Edward Schillebeeckx. Ratzinger tornou-se um admirador de Karl Rahner, um conhecido teólogo acadêmico da Nouvelle théologie e um proponente da reforma da Igreja.
Em 1966, Ratzinger foi nomeado para uma cadeira de teologia dogmática na Universidade de Tübingen, onde foi colega de Hans Küng. Em seu livro de 1968, Introdução ao Cristianismo, escreveu que o papa tem o dever de ouvir diferentes vozes dentro da Igreja antes de tomar uma decisão e minimizou a centralidade do papado. Durante esse tempo, distanciou-se da atmosfera de Tübingen e das tendências marxistas do movimento estudantil da década de 1960 que rapidamente se radicalizou, nos anos de 1967 e 1968, culminando em uma série de distúrbios e motins em abril e maio de 1968. Ratzinger passou a ver cada vez mais esses e outros desenvolvimentos associados (como a diminuição do respeito pela autoridade entre seus alunos) como ligados a um afastamento dos ensinamentos católicos tradicionais. Apesar de sua inclinação reformista, seus pontos de vista passaram a contrastar cada vez mais com as ideias liberais que ganhavam espaço nos círculos teológicos. Foi convidado pelo Rev. Theodore Hesburgh para ingressar na faculdade de teologia da Universidade de Notre Dame, mas recusou alegando que seu inglês não era bom o suficiente.
Algumas vozes, entre elas Küng, consideraram este período na vida de Ratzinger uma virada para o conservadorismo, enquanto o próprio Ratzinger disse em uma entrevista de 1993: "Não vejo nenhuma quebra em minhas opiniões como teólogo [ao longo dos anos]". Ratzinger continuou a defender os trabalhos do Concílio Vaticano II, incluindo a Nostra aetate, o documento sobre o respeito às outras religiões, o ecumenismo e a declaração do direito à liberdade de religião. Mais tarde, como Prefeito da Congregação para a Doutrina da Fé, Ratzinger expôs claramente a posição da Igreja Católica sobre outras religiões no documento Dominus Iesus de 2000, que também fala sobre a maneira católica de se engajar no "diálogo ecumênico". Durante seu tempo na Universidade de Tübingen, Ratzinger publicou artigos na revista teológica reformista Concilium, embora cada vez mais escolhesse temas menos reformistas do que outros colaboradores da revista, como Küng e Schillebeeckx.
Em 1969, Ratzinger voltou à Baviera, para lecionar na Universidade de Regensburg e cofundou a revista teológica Communio, com Hans Urs von Balthasar, Henri de Lubac, Walter Kasper e outros, em 1972. Communio, agora publicado em dezessete idiomas, incluindo alemão, inglês e espanhol, tornou-se um periódico proeminente do pensamento teológico católico contemporâneo. Até ser eleito papa, continuou sendo um dos colaboradores mais prolíficos do jornal. Em 1976, sugeriu que a Confissão de Augsburgo pudesse ser reconhecida como uma declaração de fé católica. Vários dos ex-alunos de Benedict tornaram-se seus confidentes, notavelmente Christoph Schönborn, e vários de seus ex-alunos às vezes se encontram para discussões. Ratzinger atuou como vice-presidente da Universidade de Regensburg de 1976 a 1977. Em 26 de maio de 1976, foi nomeado Prelado de Honra de Sua Santidade.

### Arcebispo de Munique e Freising: 1977–1982
“Genealogia episcopal do Papa Bento XVI”

— * ... ?
- Cardeal Scipione Rebiba (1541)

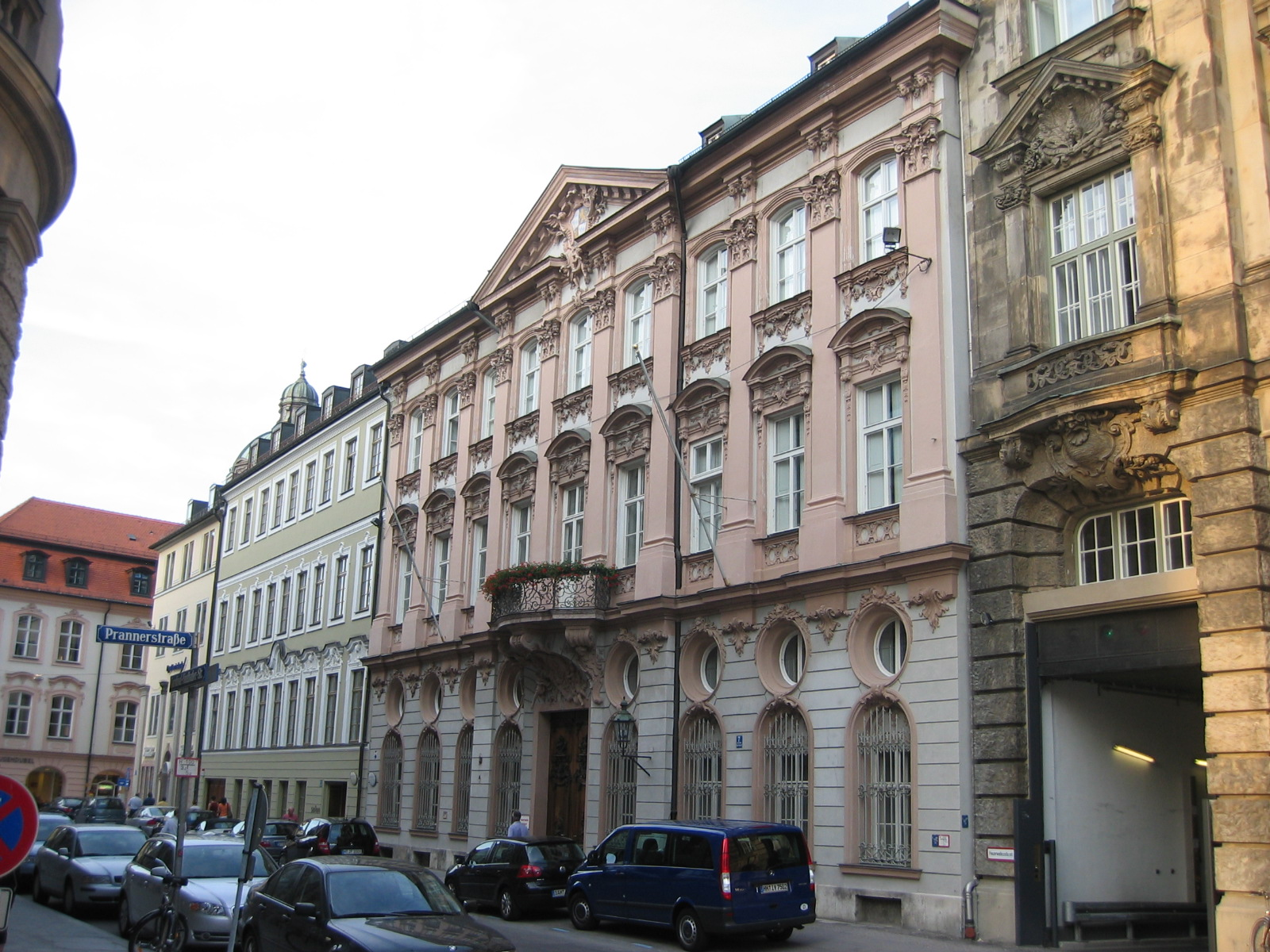
O Palácio Holnstein, residência do Cardeal Ratzinger enquanto era Arcebispo de Munique e Frisinga.

Brasão de Bento XVI quando arcebispo

- Cardeal Giulio Antonio Santoro (1566)
- Cardeal Girolamo Bernerio, O.P. (1586)
- Arcebispo Galeazzo Sanvitale † (1604)
- Cardeal Ludovico Ludovisi † (1621)
- Cardeal Luigi Caetani † (1622)
- Cardeal Ulderico Carpegna † (1630)
- Cardeal Paluzzo Altieri † (1666)
- Papa Bento XIII, O.P. † (1675)
- Papa Bento XIV † (1724)
- Papa Clemente XIII † (1743)
- Cardeal Bernardino Giraud † (1767)
- Cardeal Alessandro Mattei † (1777)
- Cardeal Pietro Francesco Galleffi † (1819)
- Cardeal Giacomo Filippo Fransoni † (1822)
- Cardeal Antonio Saverio De Luca † (1845)
- Arcebispo Gregor von Scherr, O.S.B. † (1856)
- Arcebispo Friedrich Josef von Schreiber † (1875)
- Arcebispo Franz Joseph von Stein † (1879)
- Arcebispo Josef von Schork † (1891)
- Bispo Ferdinand Schloer † (1898)
- Arcebispo Johann Jakob von Hauck † (1912)
- Bispo Ludwig Sebastian † (1917)
- Cardeal Joseph Wendel † (1941)
- Arcebispo Josef Schneider † (1955)
- Bispo Josef Stangl † (1957)
- Papa Bento XVI (Joseph Ratzinger) † (1977)[48]

Em 24 de março de 1977, Ratzinger foi nomeado arcebispo de Munique e Freising, e foi ordenado bispo em 28 de maio. Tomou como lema episcopal Cooperadores veritatis (latim para 'cooperadores da verdade'), da Terceira Epístola de João, uma escolha sobre a qual comentou em sua obra autobiográfica Milestones.
No consistório de 27 de junho de 1977, foi nomeado Cardeal-presbítero de Santa Maria Consolatrice al Tiburtino pelo Papa Paulo VI. Na época do conclave de 2005, era um dos quatorze cardeais restantes nomeados por Paulo VI e um dos três únicos com menos de 80 anos. Destes, apenas ele e William Wakefield Baum participaram do conclave.

### Prefeito da Congregação para a Doutrina da Fé: 1981–2005
Em 25 de novembro de 1981, o Papa João Paulo II, após a aposentadoria de Franjo Šeper, nomeou Ratzinger Prefeito da Sagrada Congregação para a Doutrina da Fé, anteriormente conhecida como "Sagrada Congregação do Santo Ofício", a histórica Inquisição Romana. Consequentemente, ele renunciou ao cargo em Munique no início de 1982. Foi promovido dentro do Colégio dos Cardeais para se tornar Cardeal Bispo de Velletri-Segni em 1993 e foi nomeado vice-reitor do colégio em 1998 e reitor em 2002. Apenas um ano depois após sua fundação em 1990, Ratzinger ingressou na Academia Europeia de Ciências e Artes em Salzburgo.

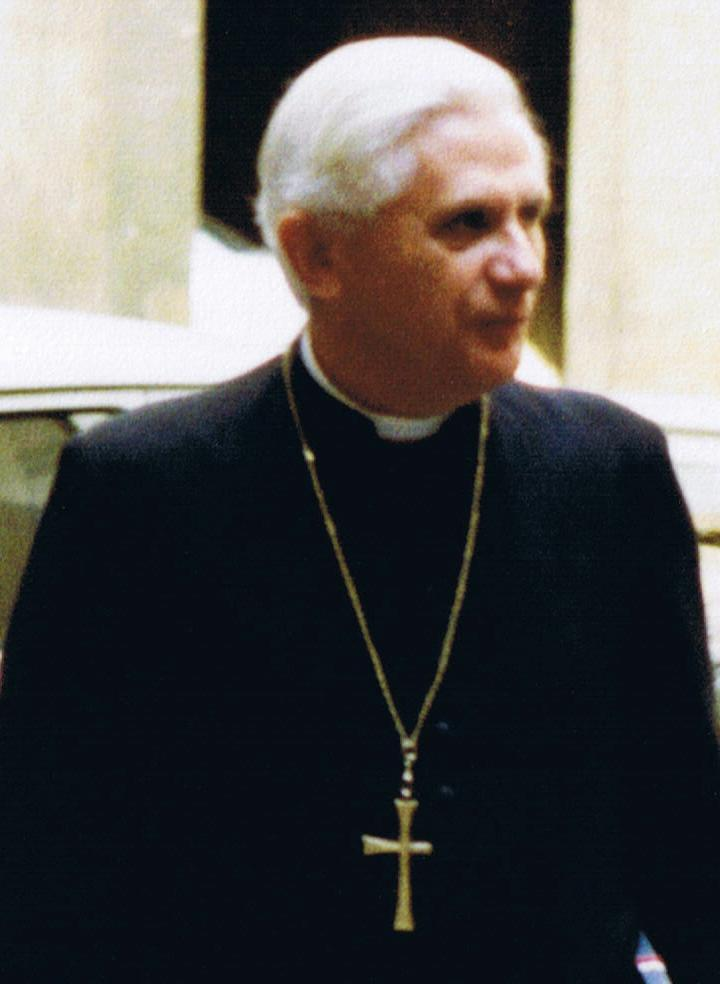
Cardeal Ratzinger em Roma, 1988.

Ratzinger defendeu e reafirmou a doutrina católica, inclusive ensinando sobre temas como controle de natalidade, homossexualidade e diálogo inter-religioso. O teólogo Leonardo Boff, por exemplo, foi suspenso, enquanto outros, como Matthew Fox, foram censurados. Outras questões também motivaram condenações ou revogações de direitos de ensino: por exemplo, alguns escritos póstumos do padre jesuíta Anthony de Mello foram objeto de uma notificação. Ratzinger e a congregação viam muitos deles, particularmente as obras posteriores, como tendo um elemento de indiferentismo religioso (em outras palavras, que Cristo era "um mestre ao lado de outros"). Em particular, Dominus Iesus, publicado pela congregação no ano jubilar de 2000, reafirmou muitas ideias recentemente "impopulares", incluindo a posição da Igreja Católica de que "a salvação não é encontrada em nenhum outro, pois não há outro nome sob o céu dado aos homens pela qual devemos ser salvos". O documento irritou muitas igrejas protestantes ao afirmar que não são igrejas, mas "comunidades eclesiais".

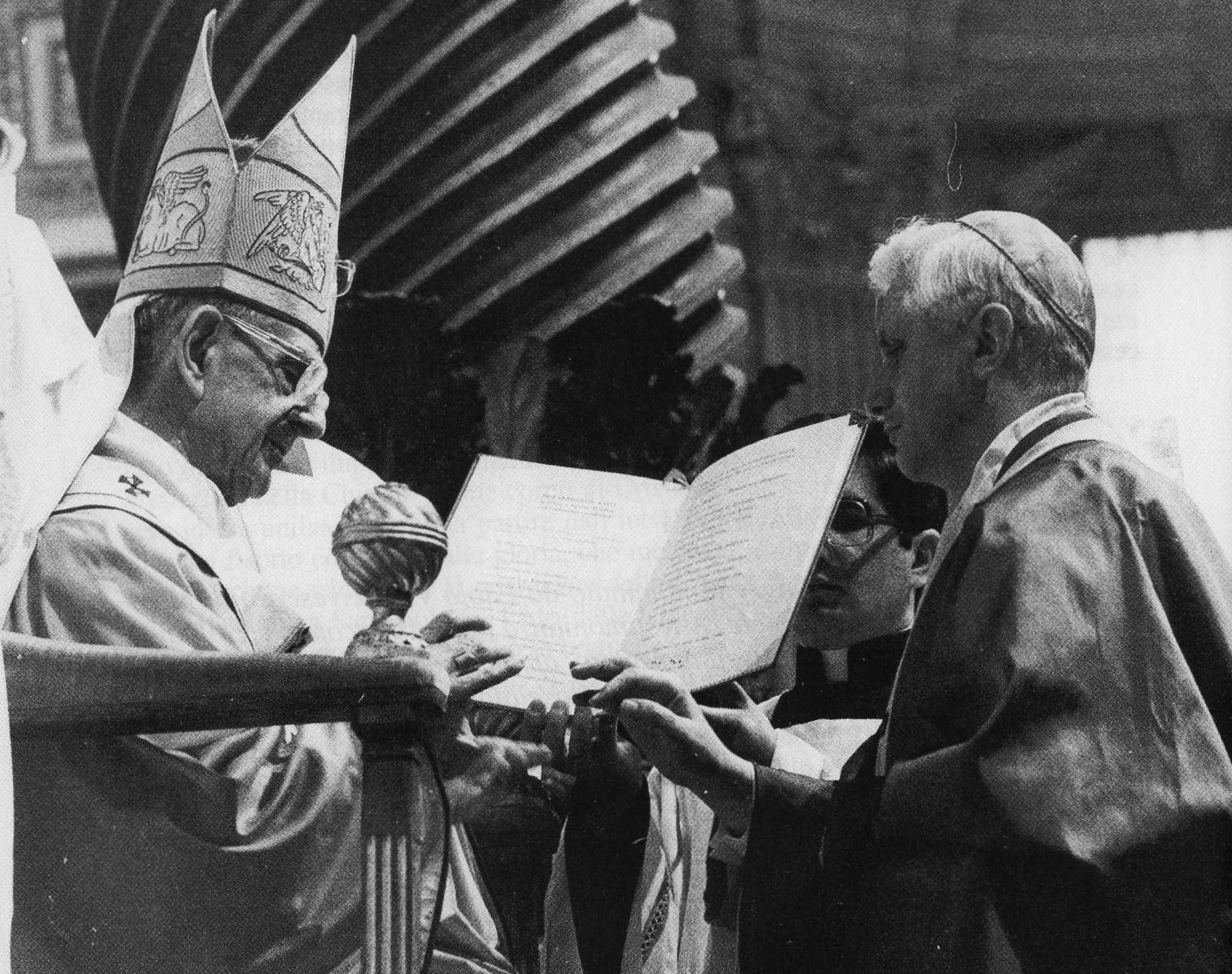
O Papa Paulo VI entregando o anel de cardeal a Joseph Ratzinger, então Arcebispo de Munique.

A carta de Ratzinger de 2001 De delictis gravioribus esclareceu a confidencialidade das investigações internas da igreja, conforme definido no documento de 1962 Crimen sollicitationis, sobre acusações feitas contra padres de certos crimes, incluindo abuso sexual. Isso se tornou um assunto de controvérsia durante os casos de abuso sexual. Por 20 anos, Ratzinger foi o homem encarregado de fazer cumprir o documento.
Embora os bispos mantenham o sigilo apenas internamente, e não tenha impedido a investigação pela aplicação da lei civil, a carta foi muitas vezes vista como promovendo um encobrimento. Mais tarde, como papa, foi acusado em um processo de conspirar para encobrir o abuso sexual de três meninos no Texas, mas buscou e obteve imunidade diplomática de responsabilidade.
Em 12 de março de 1983, Ratzinger, como prefeito, notificou os fiéis leigos e o clero de que o arcebispo Pierre Martin Ngô Đình Thục havia incorrido em excomunhão latae sententiae por consagrações episcopais ilícitas sem o mandato apostólico. Em 1997, quando completou 70 anos, Ratzinger pediu permissão ao Papa João Paulo II para deixar a Congregação da Doutrina da Fé e se tornar arquivista no Arquivo Secreto do Vaticano e bibliotecário na Biblioteca do Vaticano, mas João Paulo recusou seu consentimento.

## Pontificado: 2005–2013

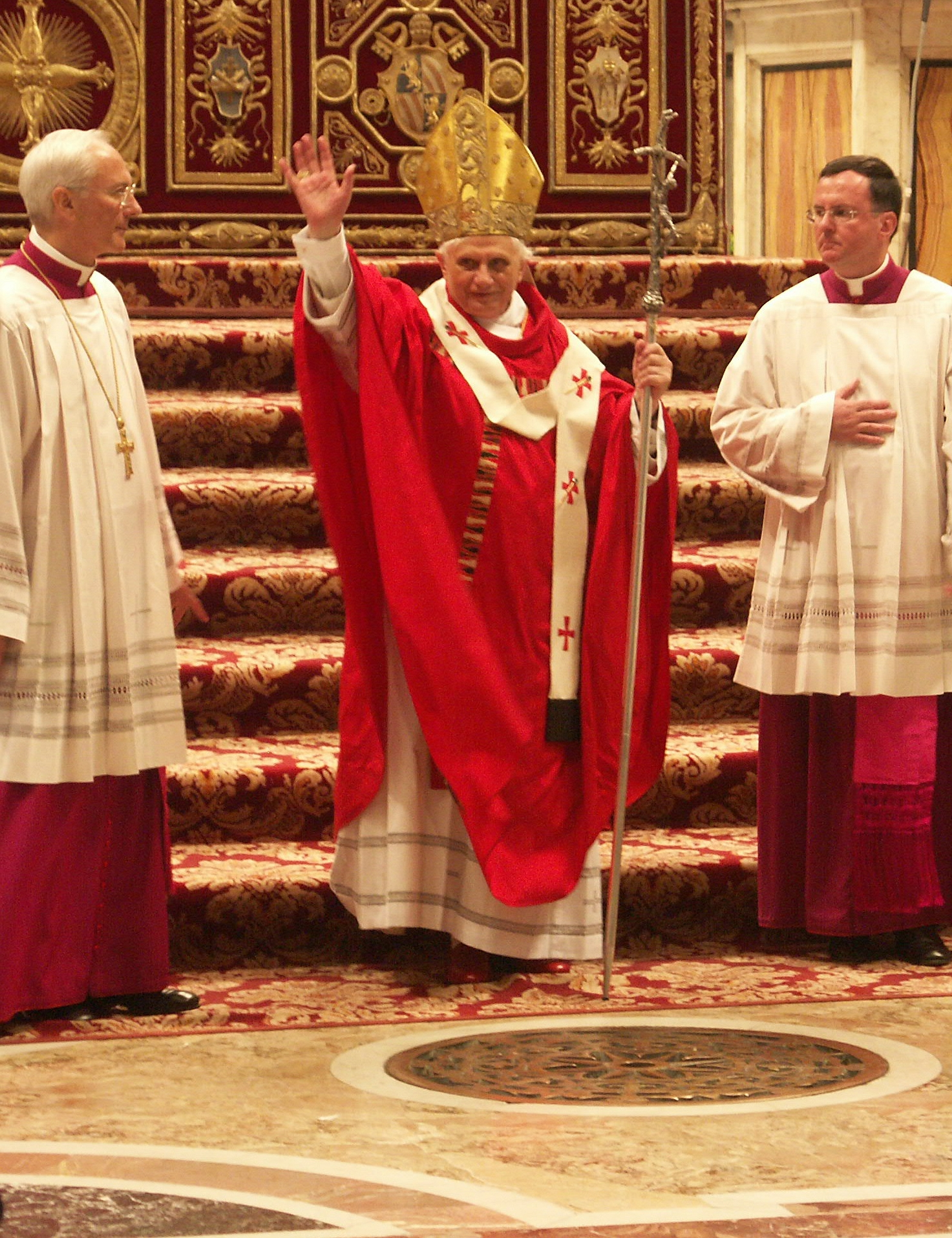
Bento XVI na Basílica de São Pedro, 15 de maio de 2005.

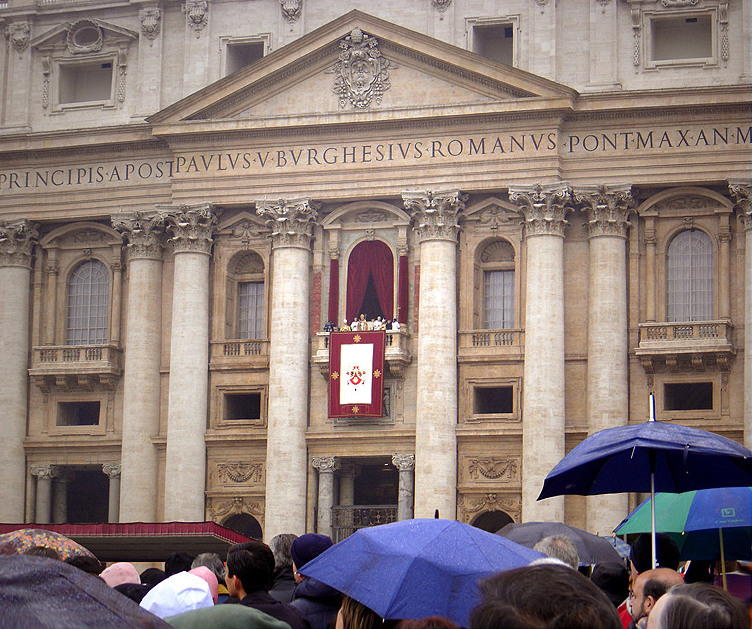
Primeira bênção de Natal de Bento XVI, 25 de dezembro de 2005

### Eleição
Em abril de 2005, antes de sua eleição como papa, Ratzinger foi identificado como uma das 100 pessoas mais influentes do mundo pela Time. Enquanto prefeito da Congregação para a Doutrina da Fé, Ratzinger afirmou repetidamente que gostaria de se retirar para sua casa na aldeia bávara de Pentling, perto de Regensburg, e se dedicar a escrever livros.
No conclave papal, "foi, se não Ratzinger, quem? E quando eles o conheceram, a pergunta tornou-se: por que não Ratzinger?" após quatro votações. Em 19 de abril de 2005, foi eleito no segundo dia após quatro votações. O cardeal Cormac Murphy-O'Connor descreveu a votação final: "É muito solene quando você sobe um a um para colocar seu voto na urna e olha para o Juízo Final de Michelangelo. E ainda me lembro vividamente do então Cardeal Ratzinger sentado na ponta de sua cadeira". Ratzinger esperava se aposentar em paz e disse que "A certa altura, orei a Deus 'por favor, não faça isso comigo' ... Evidentemente, desta vez Ele não me ouviu".
Na varanda, as primeiras palavras de Bento XVI à multidão, proferidas em italiano antes de dar a tradicional bênção Urbi et Orbi em latim, foram:

Queridos irmãos e irmãs, depois do grande Papa João Paulo II, os Cardeais elegeram-me a mim, um simples e humilde trabalhador na vinha do Senhor. O fato de o Senhor saber trabalhar e agir mesmo com instrumentos insuficientes me conforta e, acima de tudo, me confio às suas orações. Na alegria do Ressuscitado, confiantes na sua ajuda infalível, vamos em frente. O Senhor nos ajudará e Maria, Sua Mãe Santíssima, estará do nosso lado. Obrigado.
Em 24 de abril, Bento celebrou a missa de posse papal na Praça de São Pedro, durante a qual foi investido com o Pálio e o Anel do Pescador. Em 7 de maio, tomou posse de sua igreja catedral, a Arquibasílica de São João de Latrão.

### O nome "Bento"

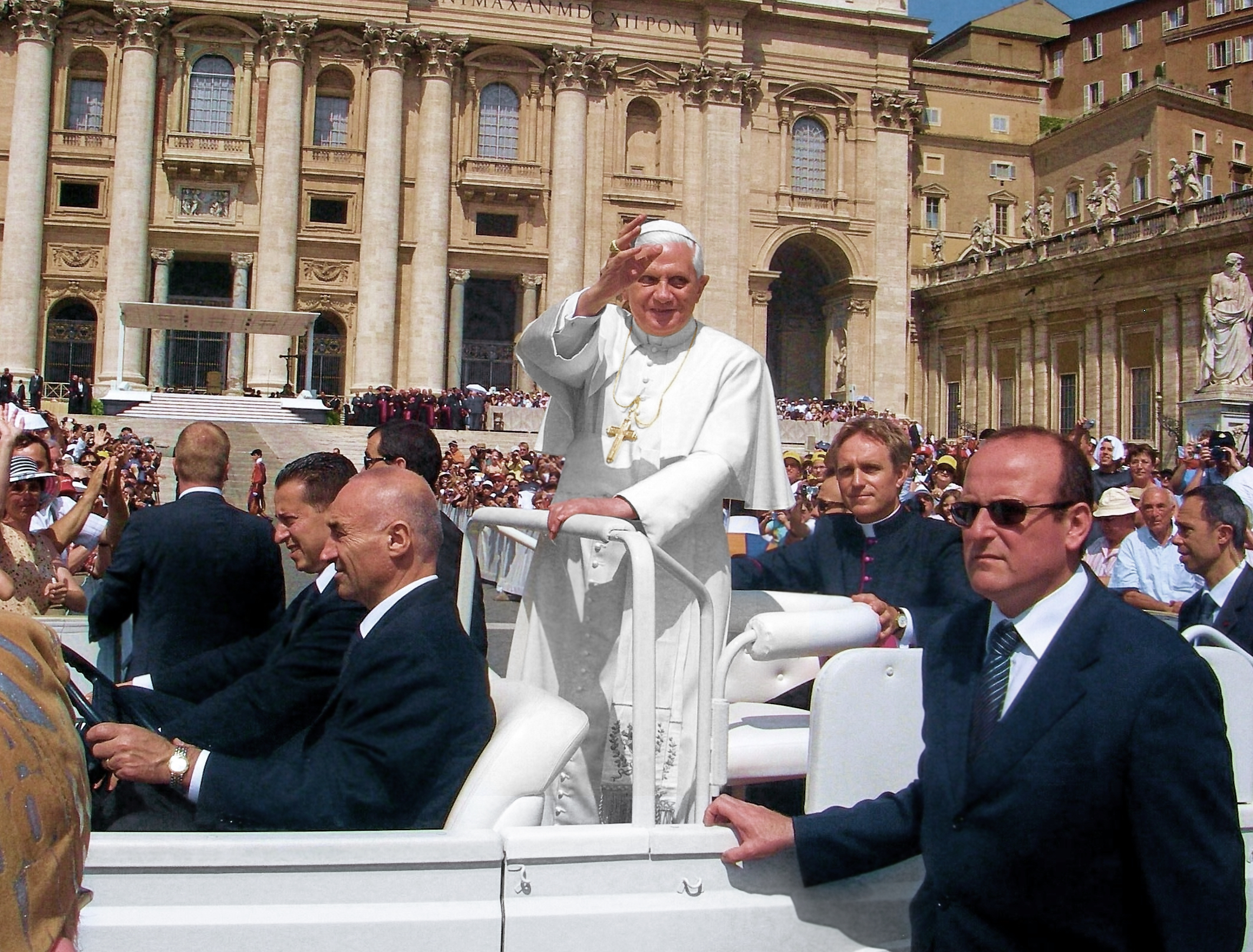
Bento XVI na Praça de São Pedro.

Bento XVI escolheu seu nome papal, que vem da palavra latina que significa "o bem-aventurado", em homenagem tanto a Bento XV quanto a Bento de Núrsia. Bento XV foi papa durante a Primeira Guerra Mundial, período durante o qual buscou apaixonadamente a paz entre as nações em guerra. São Bento de Núrsia foi o fundador dos mosteiros beneditinos (a maioria dos mosteiros da Idade Média eram da ordem beneditina) e o autor da Regra de São Bento, que ainda é o escrito mais influente sobre a vida monástica do cristianismo ocidental. O Papa explicou sua escolha de nome durante sua primeira audiência geral na Praça de São Pedro, em 27 de abril de 2005:

Cheio de sentimentos de reverência e ação de graças, desejo falar do motivo pelo qual escolhi o nome Benedict. Em primeiro lugar, recordo o Papa Bento XV, aquele corajoso profeta da paz, que guiou a Igreja em tempos turbulentos de guerra. Nas suas pegadas, coloco o meu ministério ao serviço da reconciliação e da concórdia entre os povos. Além disso, recordo São Bento de Núrsia, co-padroeiro da Europa, cuja vida evoca as raízes cristãs da Europa. Peço-lhe que nos ajude a todos a manter firme a centralidade de Cristo na nossa vida cristã: que Cristo esteja sempre em primeiro lugar nos nossos pensamentos e nas nossas ações!

### Brasão e lema
"O escudo adoptado pelo Papa Bento XVI tem uma composição muito simples: tem a forma de cálice, que é a mais usada na heráldica eclesiástica (outra forma é a cabeça de cavalo, que foi adotada por Paulo VI). No seu interior, variando a composição em relação ao escudo cardinalício, o escudo do Papa Bento XVI tornou-se: vermelho, com ornamentos dourados. De fato, o campo principal, que é vermelho, tem dois relevos laterais nos ângulos superiores em forma de "capa", que são de ouro. A "capa" é um símbolo de religião. Ela indica um ideal inspirado na espiritualidade monástica, e mais tipicamente na beneditina." (Da explicação do brasão pela Santa Sé)
Escolheu como lema episcopal: «Colaborador da verdade»; assim o explicou ele mesmo: «Parecia-me, por um lado, encontrar nele a ligação entre a tarefa anterior de professor e a minha nova missão; o que estava em jogo, e continua a estar – embora com modalidades diferentes –, é seguir a verdade, estar ao seu serviço. E, por outro, escolhi este lema porque, no mundo actual, omite-se quase totalmente o tema da verdade, parecendo algo demasiado grande para o homem; e, todavia, tudo se desmorona se falta a verdade».

### Expectativas para o pontificado
O grande mote de Joseph Cardeal Ratzinger, nos dias que antecederam o conclave, foi a questão do secularismo e do relativismo. Acreditava-se que o papa Bento XVI seria um grande defensor dos valores absolutos, da doutrina e do dogma da Igreja. "A pequena barca com o pensamento dos cristãos sofreu, não pouco, pela agitação das ondas, arrastada de um extremo ao outro: do marxismo ao liberalismo até a libertinagem, do coletivismo ao individualismo mais radical, do ateísmo a um vago misticismo, do agnosticismo ao sincretismo", afirmou durante a missa de abertura do conclave que viria elegê-lo. Acreditava-se também, devido ao nome escolhido (São Bento é padroeiro da Europa), que Bento XVI voltar-se-ia para esse continente que, segundo ele, vem caindo no secularismo (abandono dos valores religiosos e redução de tudo ao espectro político de direita e esquerda).

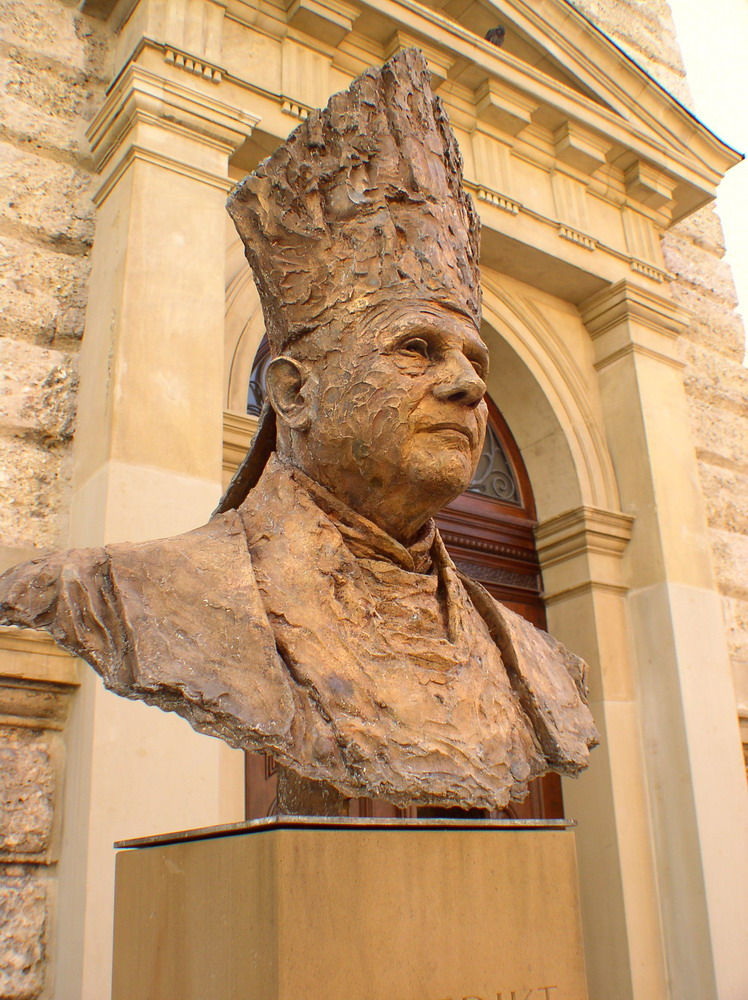
Busto de Bento XVI em Traunstein

Para Daniel Johnson, poder-se-ia esperar uma luta rigorosa contra a eugenia e a eutanásia, graças à convivência do papa com as mazelas do nazismo, mas que haveria uma abertura ao ecumenismo, principalmente em relação às igrejas ortodoxas e protestantes. Também dizia que o papa deveria entusiasmar os fiéis com suas interpretações da teologia, animando, por exemplo, os jovens com a Teologia do Corpo, que vê a sexualidade como uma emanação do amor divino.

### Pensamento teológico

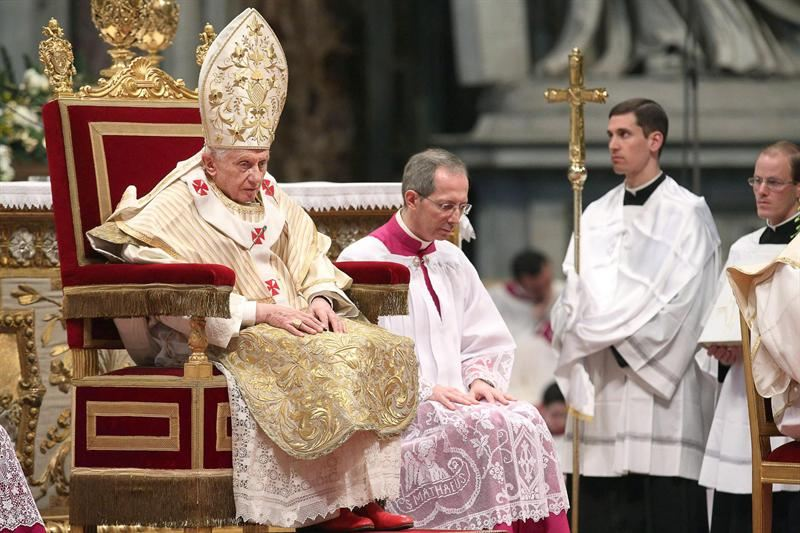
Bento XVI na missa da solenidade da Epifania do Senhor em 2013

Considerando toda a sua obra literária, as suas atitudes como sacerdote e bispo ao longo da sua vida religiosa, e ainda do que se verifica dos anos passados à frente da Sagrada Congregação para a Doutrina da Fé, Ratzinger possuía um pensamento católico ortodoxo que, para muitos de seus críticos, é tido como sendo conservador. Bento XVI adotou, no seu Pontificado, propostas semelhantes às do seu predecessor relativos à moral e ao dogma católico e reafirmado no seu magistério a doutrina do Catecismo da Igreja Católica.
Na década de 1990, o então cardeal Ratzinger participou da elaboração de documento sobre a concepção humana como sendo o momento da animação. A partir da união do óvulo com o espermatozoide temos uma vida humana perante Deus. Assim, é impossível que a Santa Sé mude sua posição diante das pesquisas com células estaminais (células-tronco) embrionárias ou diante do aborto. Na verdade esperava-se que o Papa reafirmasse o Magistério constante da Igreja sobre estes e outros temas da atualidade relacionados com a Moral, a Ética e a Doutrina Social da Igreja, o que de fato ocorreu.
Em 2004, Ratzinger e seu conterrâneo, o filósofo Jürgen Habermas, debateram sobre as "bases morais pré-políticas de um Estado liberal". O debate entre Habermas e Ratzinger recebeu grande cobertura acadêmica, e ficou conhecido como a interlocução entre os dois maiores intelectuais alemães, à época.
Em 2011, Bento XVI respondendo a jornalistas fez referência aos graves problemas econômicos que a Europa atravessa, aproveitou para fazer uma defesa da ética na economia. Afirmou que o homem deve ser posto no centro das atenções econômicas: "A Europa tem a sua responsabilidade. A economia não pode ser só lucro, mas também solidariedade", disse.
Durante a 'Jornada Mundial da Alimentação' de 2011, afirmou que "a libertação da submissão da fome é a primeira manifestação concreta do direito à vida", que, apesar de ter sido proclamada solenemente, "está muito longe de ser alcançada". O papa fez esta afirmação direcionada ao diplomata Jacques Diouf, diretor da Organização das Nações Unidas para a Agricultura e a Alimentação (FAO).
Em janeiro de 2013 o papa Bento XVI publicou os seus escritos conciliares, rememorando o Concílio Vaticano II. A comunicação oficial foi feita no dia 28 pelo coordenador da obra: "Como sétimo volume da opera omnia (obras completas), foi publicada agora a coleta, numa síntese de tipo cronológico e organizado, dos escritos de Joseph Ratzinger sobre os ensinamentos do Concílio, que coincide com o cinquentenário do Vaticano II", afirmou D. Gerhard Ludwig Muller, Arcebispo e Prefeito da Congregação para a Doutrina da Fé. Segundo o Arcebispo, Bento XVI teve participação significativa na génese dos textos mais variados, primeiro ao lado do arcebispo de Colónia, cardeal Joseph Frings, e mais tarde como membro autónomo de diversas comissões do Concílio. No dia 11 de Fevereiro de 2013, Bento XVI anunciou que renunciaria ao papado no dia 28 de Fevereiro de 2013.

### Relações com os meios de comunicação
Em diversas ocasiões o papa concedeu entrevistas à imprensa, além dos seus pronunciamentos habituais no Vaticano, semanalmente.
- Durante o voo rumo ao México, em 23 de março de 2012, a bordo do avião, o Papa concedeu entrevista à imprensa,[84] na ocasião denunciou o que chamou de "as falsas promessas e mentiras do narcotráfico".[85]
- Por ocasião de sua visita ao Líbano, durante o voo em direção a Beirute, em 15 de setembro de 2012, falou a mais de 50 jornalistas, dentre outros temas, sobre o fundamentalismo religioso.[86]
- Em 15 de outubro de 2012, no final da apresentação do filme Bells of Europe,[87] apresentado aos padres sinodais, à pergunta sobre as razões da esperança que muitas vezes manifestou nutrir pela Europa, o Papa respondeu que ela se funda na fé em Cristo.[88]
- O periódico britânico Financial Times na sua edição do dia 20 de dezembro de 2012 publicou artigo de Bento XVI por ocasião do Natal e da edição do livro sobre a infância de Jesus.[89][90]
- Em 12 de dezembro de 2012, Papa Bento XVI, inaugurou sua conta na rede social de microblogues, o Twitter. Sua primeira mensagem a mais de 950 mil usuários foi reproduzida em sete idiomas (incluindo o português).[91][92][93] "Queridos amigos, eu estou muito feliz de entrar em contato com vocês pelo Twitter. Obrigado por sua generosa resposta. Eu vos abençoo de todo o meu coração", diz a mensagem, postada dia 12 de dezembro de 2012.[94][95]

### Críticas da imprensa

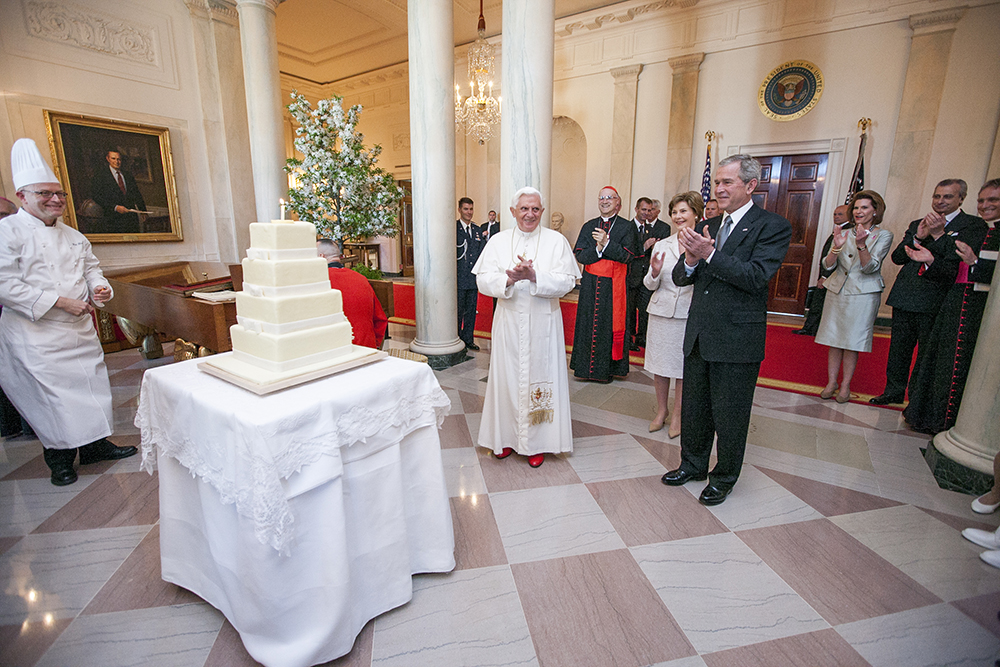
O ex-presidente norte-americano George W. Bush e a ex-primeira-dama Laura Bush comemoram o 81.º aniversário do Papa, em Washington D.C.

Uma crítica feita pelos meios de comunicação à escolha de Joseph Ratzinger foi que o papado continuaria na Europa e mais uma vez a América Latina (região do mundo com mais católicos) continuaria sem ter nenhum papa. Outra foi sobre a postura pouco clara em relação aos crimes sexuais contra menores nos EUA e a sua firme negação ao casamento civil entre pessoas do mesmo sexo em todo o mundo.
Ainda quanto aos crimes sexuais, houve um importante documentário feito pela rede BBC de televisão intitulado Sexo, Crimes e Vaticano, que acusa Bento XVI de liderar o "acobertamento de casos de pedofilia". A reportagem do programa examinou um documento secreto interno da igreja (Crimen Sollicitationis), que instrui bispos a lidar com acusações de abusos sexuais cometidos por padres nas suas paróquias.
Bento XVI, como seus predecessores, era contrário à ordenação de mulheres e defendia a moralidade sexual. Para ele, "a única forma clinicamente segura de prevenir a SIDA (AIDS) é se comportar de acordo com a lei de Deus", condenando o uso de preservativos, no que foi criticado por muitas correntes da sociedade. No entanto, foi apoiado por vários movimentos da igreja, como o Caminho Neocatecumenal, a Renovação Carismática, os Focolares e a Comunhão e Libertação.
Em setembro de 2006, Bento XVI provocou protestos no mundo muçulmano, devido a uma citação que fez na Universidade de Ratisbona (onde lecionou antes de ser nomeado cardeal) durante visita à Alemanha, em que fez referência à posição do imperador bizantino Manuel II Paleólogo sobre Maomé.
Em agosto-setembro de 2007, em documento da Congregação para a Doutrina da Fé, reafirmou que a Igreja Católica é a "única verdadeira" e a "única que salva", o que provocou muitas críticas de igrejas protestantes.
Por decreto de 21 de janeiro de 2009, o cardeal Giovanni Battista Re, Prefeito da Congregação para os Bispos, usando de faculdade concedida por Bento XVI, removeu a censura de excomunhão latae sententiae declarada por esta Congregação no dia 1 de julho de 1988 contra quatro bispos ordenados em 1988 pelo falecido e tradicionalista arcebispo Marcel Lefebvre, com o rito da "bula de Pio X", em desacordo com as regras estabelecidas pelo Concílio Vaticano II, ordenação considerada ilegítima pela Igreja Católica.
A Secretaria de Estado do Vaticano esclareceu que "os quatro bispos, apesar de terem sido liberados da pena de excomunhão, continuam sem uma função canônica na Igreja e não exercem licitamente nela qualquer ministério". e que este "foi um ato com que o Santo Padre respondia benignamente às reiteradas petições do Superior Geral da Fraternidade Sacerdotal São Pio X, na esperança de que os beneficiados manifestassem sua total adesão e obediência ao magistério e disciplina da Igreja".
Dentre os quatro reintegrados com o levantamento da excomunhão está o bispo Richard Williamson, religioso inglês, que dirige um seminário lefebvriano na Argentina e nega o Holocausto. O Vaticano tornou público que o bispo Williamson, para ser admitido nas funções episcopais na Igreja, terá de retratar-se de modo absoluto, inequívoco e público de sua postura sobre a Shoah, desconhecidas pelo Santo Padre no momento da remissão da excomunhão.

#### Ataques de setores da sociedade
Desde o começo do pontificado, as ações e declarações de Bento XVI provocaram ataques de alguns setores da sociedade. Esses desentendimentos foram tema do livro Attacco a Ratzinger, escrito por dois vaticanistas italianos, Andrea Tornielli do Il Giornale e Paolo Rodari de Il Foglio. O livro, publicado por Piemme, na Itália, provocou um debate sobre o tratamento midiático que o papa estava recebendo.
Os autores, sem a intenção de solucionar todos os questionamentos e problemas ocorridos, consideraram que o tumulto provocado pelos vários episódios não poderia ter sido apenas um problema de comunicação ou assessoria de imprensa, e que os ataques ao papa decorreriam de três frentes conhecidas:
- "Lobbies e forças" de fora da Igreja com um interesse claro de desacreditar o Papa, tanto por motivos ideológicos quanto financeiros; este grupo estaria constituído por forças laicistas, grupos feministas e gays, laboratórios farmacêuticos que vendem produtos abortivos, advogados que pedem indenizações milionárias para casos de abusos, dentre outros.
- Os críticos liberais de dentro da Igreja, que há muito tempo caricaturizaram Ratzinger como o "Panzerkardinal"; e que insistem em fazer uma leitura própria dos textos do Concílio Vaticano II.
- Os assessores do Papa, que, às vezes, representam os seus próprios piores inimigos em relações públicas, é o fogo amigo de assessores imprudentes ou incompetentes.[104][105][106]

### Atentados e incidentes de segurança
Em 2007, um alemão conseguiu saltar sobre uma barricada na Praça de São Pedro quando o veículo do papa estava a passar durante uma audiência geral.
Durante a missa de Natal de 2009, uma mulher identificada como Susanna Maiolo, 25 anos ultrapassou as barreiras de segurança no início do corredor central da Basílica de São Pedro, em Roma e puxou o papa, que acabou por cair. Na confusão, o cardeal francês Roger Etchegaray, de 87 anos, acabou por levar uma queda e fraturou o fêmur. A mulher, que foi diagnosticada como portadora de distúrbios mentais, já havia tentado o mesmo ato no Natal do ano anterior.

### Consistórios
No seu primeiro consistório, em 24 de março de 2006, Bento XVI criou quinze novos cardeais dos quais doze eleitores, ou seja, purpurados com menos de oitenta anos de idade e que têm direito a voto num futuro Conclave. Chamou a mídia à atenção para o fato de, entre os cardeais nomeados, ter sido elevado ao cardinalato o arcebispo de Hong Kong, Joseph Zen Ze-Kiun, forte opositor do regime comunista chinês.
No consistório do dia 24 de novembro de 2007, o papa criou 23 novos cardeais, dezoito dos quais com menos de oitenta anos e cinco com mais de oitenta anos, sendo dois destes sacerdotes, não bispos. Entre os cardeais criados estava o arcebispo de São Paulo, Dom Odilo Scherer.
No Consistório Ordinário Público do dia 20 de novembro de 2010, Bento XVI criou 24 novos cardeais, vinte dos quais com menos de oitenta anos e quatro com mais de oitenta anos. Entre os cardeais criados estava o arcebispo de Aparecida, Dom Raymundo Damasceno Assis.
Já em 2012 o papa convocou dois consistórios. Um Consistório Ordinário Público, no qual sagrou 22 novos cardeais, dezoito votantes e quatro não-votantes, com mais de oitenta anos. Dentre os votantes, destacam-se um brasileiro, Dom João Braz de Aviz, prefeito da Congregação para os Institutos de Vida Consagrada e Sociedades de Vida Apostólica e um português, dom Manuel Monteiro de Castro, Penitenciário-Mor da Santa Sé. Num Segundo Consistório Ordinário Público de 2012, em 2012, o papa anunciou seria no dia 24 de novembro, com a criação de seis novos cardeais.

### Ordenações

#### Ordenação Diácono
- 1999 Stephen Andrew Hero

#### Ordenações Presbítero
- 1977 – Bernhard Hasslberger
- 1989 – Franz-Josef Overbeck
- 2008 – Robert Saeed Jarjis

### Ordenações episcopais
O Cardeal Joseph Ratzinger foi o principal sagrante dos seguintes arcebispos e bispos:

#### Antes do pontificado
- 1984 – Alberto Cardeal Bovone (1922-1998)
- 2002 – Zygmunt Zimowski (1949-2016)
- 2004 – Josef Clemens (1947-)
- 2004 – Bruno Forte (1949-)

#### Durante o pontificado
2007
Na Basílica de São Pedro, no dia 29 de setembro de 2007:
- Mieczysław Mokrzycki
- Francesco Giovanni Brugnaro
- Gianfranco Ravasi
- Tommaso Caputo
- Sergio Pagano, C.R.S.P.
- Vincenzo Di Mauro

2009
Na Basílica de São Pedro, no dia 12 de setembro de 2009:
- Gabriele Giordano Caccia
- Franco Coppola
- Pietro Parolin
- Raffaello Martinelli
- Giorgio Corbellini

2011
Na Basílica de São Pedro, no dia 5 de fevereiro de 2011:
- Marcello Bartolucci
- Edgar Peña Parra
- Celso Morga Iruzubieta
- Savio Hon Tai-Fai, S.D.B.
- Antonio Guido Filipazzi

2012
Na Basílica de São Pedro, no dia 6 de janeiro de 2012:
- Charles John Brown
- Marek Solczyński

2013
Na Basílica de São Pedro, no dia 6 de janeiro de 2013:
- Angelo Vincenzo Zani
- Fortunatus Nwachukwu
- Georg Gänswein
- Nicolas Henry Marie Denis Thévenin

### Viagens

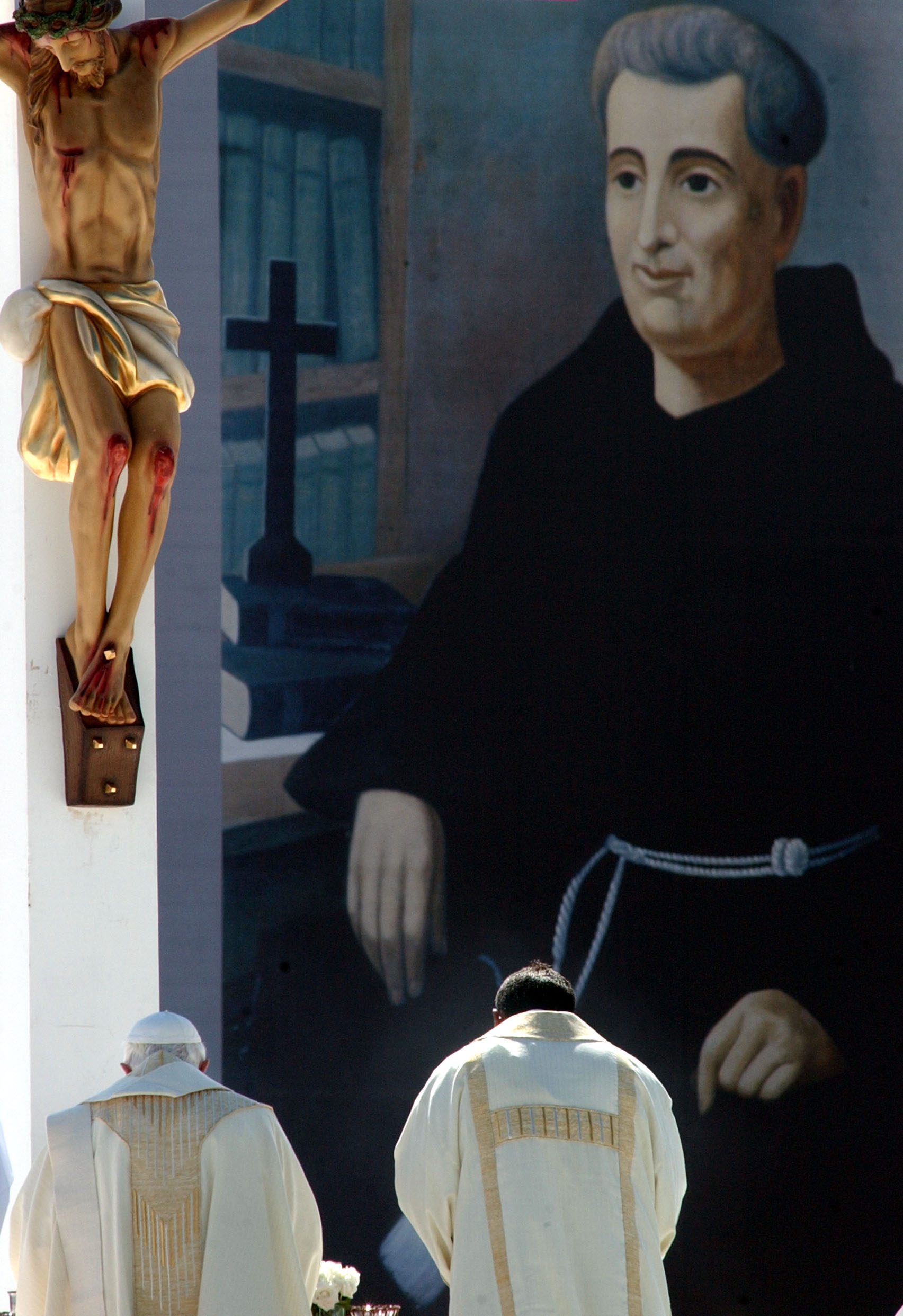
O Papa Bento XVI em frente à imagem de Frei Galvão durante sua visita de canonização do frade no Brasil.

O Papa manteve um ritmo de viagens apostólicas surpreendente para a sua idade e, com isto, superou as expectativas do início de seu pontificado. Justamente por causa da sua idade e pelo seu estilo pessoal mais reservado e comedido quando comparado com seu antecessor João Paulo II os mass media consideravam que este seria um papa que ficaria mais restrito ao âmbito do Vaticano e da Cúria Romana o que acabou não se verificando.

#### Visita ao Brasil
A visita de Bento XVI ao Brasil começou em 9 de maio de 2007 e se encerrou no dia 13. Seu objetivo principal foi dar início à Quinta Conferência Geral do Episcopado Latino-americano e Caribenho que ocorreu de 13 a 31 de maio de 2007, no Santuário de Aparecida no Vale do Paraíba, estado de São Paulo. Além disso, foi também nessa ocasião que se deu a canonização de Santo António de Sant´Anna Galvão, o Frei Galvão, o primeiro santo brasileiro, em cerimônia realizada no dia 11 de maio de 2007, em São Paulo.

#### Visita a Portugal

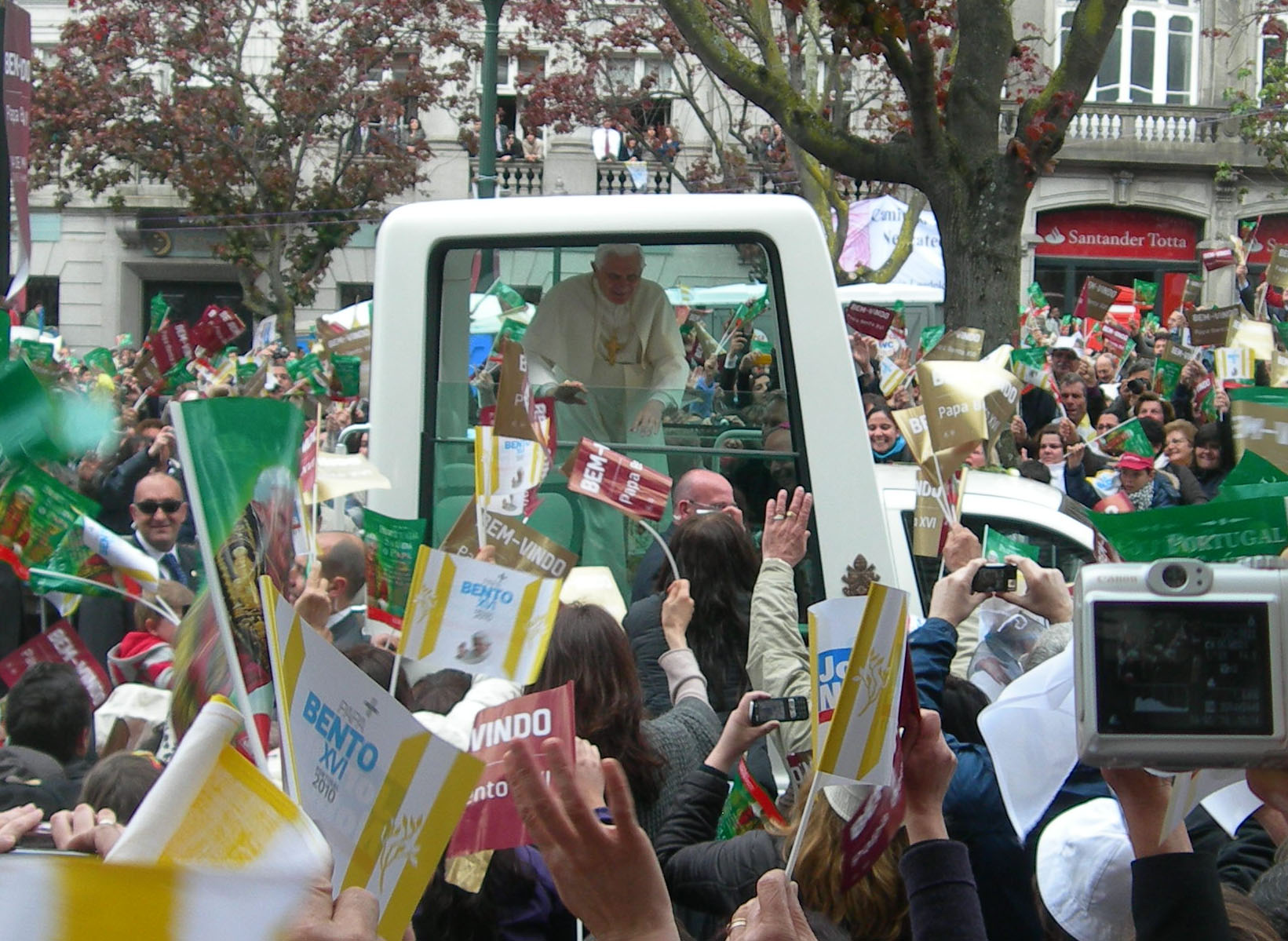
O Papa Bento XVI abençoa os fiéis durante a sua visita a Portugal

Bento XVI visitou Portugal para presidir às celebrações do Santuário de Nossa Senhora de Fátima, entre os dias 12 e 13 de maio de 2010. O convite foi feito pelo Presidente da República, Aníbal Cavaco Silva, pelo bispo de Leiria-Fátima, Dom António Marto, e pela Conferência Episcopal Portuguesa. O Papa chegou a Lisboa no dia 11 de maio, onde foi recebido pelo Presidente da República, e celebrou uma missa no Terreiro do Paço. No dia 12 de maio partiu para Fátima, onde presidiu às celebrações em honra de Nossa Senhora de Fátima, com a celebração da homilia pelo Papa no dia 13. Já no dia 14, o Papa partiu para o Porto, onde presidiu a uma Santa Missa na Avenida dos Aliados, terminando assim a sua visita oficial. Ao longo da visita, o Santo Padre fez vários discursos, e encontrou-se com várias personalidades portuguesas e membros da Igreja.

### Abuso sexual na Igreja Católica
Antes de 2001, a responsabilidade principal pela investigação de alegações de abuso sexual e pela disciplina dos perpetradores recaía sobre as dioceses individuais. Em 2001, Ratzinger convenceu João Paulo II — ele próprio alvo de acusações de encobrimento — a colocar a Congregação para a Doutrina da Fé a cargo de todas as investigações de abuso sexual. Segundo John L. Allen Jr., Ratzinger nos anos seguintes "adquiriu uma familiaridade com os contornos do problema que praticamente nenhuma outra figura da Igreja Católica pode reivindicar. Impulsionado por esse encontro com aquilo a que mais tarde se referiria como "sujidade" na Igreja, Ratzinger parece ter passado por algo de "experiência de conversão" ao longo de 2003-04. A partir daí, ele e o seu pessoal pareceram impulsionados pelo zelo de um convertido em limpar a sujidade".
O cardeal Vincent Nichols — também acusado por encobrimento de casos —  escreveu que, no seu papel de chefe da CDF, Ratzinger havia liderado importantes mudanças feitas no direito da Igreja: a inclusão na lei canónica de crimes contra crianças na internet, a extensão dos crimes de abuso de crianças para incluir o abuso sexual de todos os menores de dezoito anos, a renúncia caso a caso ao estatuto de limitação e o estabelecimento de uma demissão acelerada do estado clerical para os infratores". De acordo com o bispo Charles Jude Scicluna, um antigo procurador que tratava de casos de abuso sexual, "o Cardeal Ratzinger demonstrou grande sabedoria e firmeza no tratamento desses casos, demonstrando também grande coragem ao enfrentar alguns dos casos mais difíceis e espinhosos, sem olhar a pessoas. Portanto, acusar o atual Pontífice de encobrimento é, repito, falso e calunioso". Segundo o Cardeal Christoph Schönborn, Ratzinger "fez esforços absolutamente claros não para encobrir as coisas, mas para as enfrentar e investigar. Isto nem sempre foi aprovado no Vaticano". Ratzinger tinha pressionado João Paulo II a investigar Hans Hermann Groër, um cardeal austríaco e amigo de João Paulo, acusado de abuso sexual, o que resultou na demissão de Groër.

### Documentos pontifícios
Desde a sua posse, Bento XVI fez inúmeros pronunciamentos. Entre os principais documentos que publicou no exercício das funções de Sumo Pontífice, estão as encíclicas Deus Caritas Est, Spe salvi e Caritas in Veritate.
Em 5 de julho de 2013, já depois de sua renúncia, foi publicada a encíclica Lumen Fidei, assinada pelo seu sucessor, o Papa Francisco, mas que foi praticamente escrita só por Bento XVI. Segundo a análise do texto por estudiosos deste assunto, Francisco pode ter contribuído com pelo menos duas passagens na encíclica escritas na primeira pessoa, já que Ratzinger costumava escrever na terceira pessoa, e uma referência a São Francisco de Assis, santo que inspirou o Papa Francisco na escolha do nome papal. O documento foi publicado somente com a assinatura de Francisco.

### Renúncia

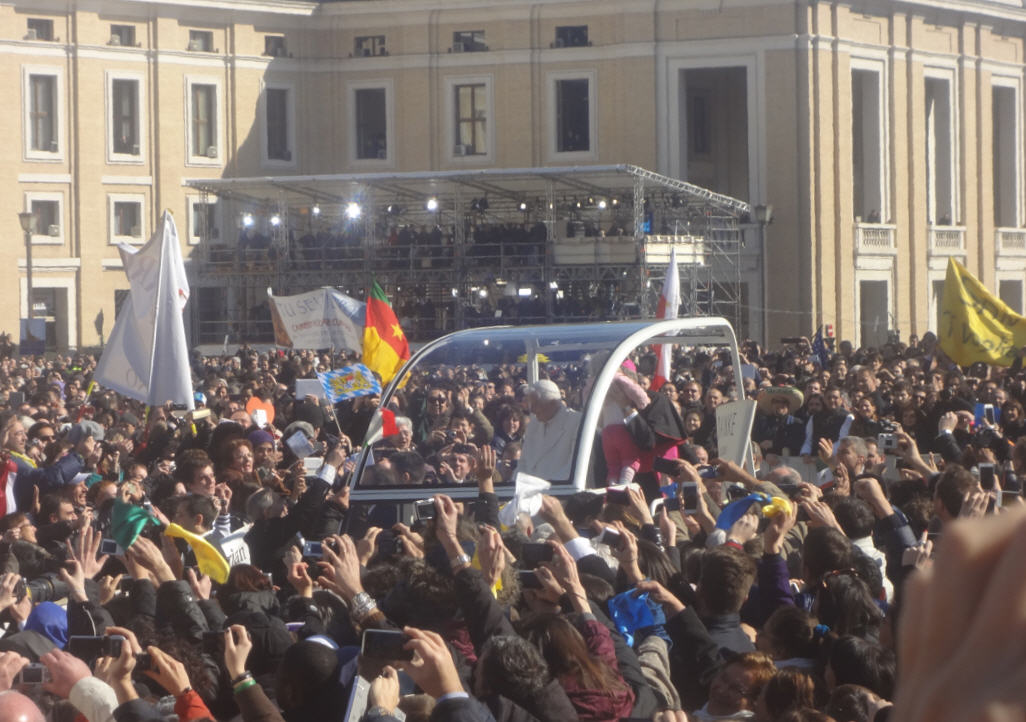
Bento XVI em um papamóvel em sua última audiência geral de quarta-feira na Praça de São Pedro, 27 de fevereiro de 2013.

Em 11 de fevereiro de 2013, o Vaticano confirmou que Bento XVI renunciaria ao papado em 28 de fevereiro de 2013, como resultado de sua idade avançada, tornando-se o primeiro papa a renunciar desde Gregório XII em 1415. Aos 85 anos e 318 dias na data efetiva de sua aposentadoria, ele foi a quarta pessoa mais velha a ocupar o cargo de papa. A mudança foi inesperada, já que todos os papas dos tempos modernos permaneceram no cargo até a morte. Bento foi o primeiro papa a renunciar sem pressão externa desde Celestino V em 1294.
Em sua declaração de 10 de fevereiro de 2013, Bento renunciou ao cargo de "Bispo de Roma, Sucessor de São Pedro". Em uma declaração, ele citou sua força deteriorada e as exigências físicas e mentais do papado. Dirigindo-se a seus cardeais em latim, fez uma breve declaração anunciando sua renúncia, declarando ainda que continuaria a servir a igreja "através de uma vida dedicada à oração".
De acordo com um comunicado do Vaticano, o momento da renúncia não foi causado por nenhuma doença específica, mas foi para "evitar aquela correria exaustiva dos compromissos da Páscoa".
Na véspera do primeiro aniversário da sua renúncia, Bento XVI escreveu ao La Stampa para negar as especulações de que teria sido forçado a renunciar. "Não há a menor dúvida sobre a validade de minha renúncia ao ministério petrino", escreveu o papa emérito em carta ao jornal. "A única condição para a validade é a plena liberdade da decisão. A especulação sobre sua invalidade é simplesmente absurda", escreveu ele. Em entrevista em 28 de fevereiro de 2021, Bento XVI repetiu novamente a legitimidade de sua renúncia.
Quase um mês após sua morte foi divulgada uma carta que enviou a seu biógrafo, na qual alegava que renunciou ao pontificado em razão de uma insônia que o afetava havia anos.

## Papa Emérito: 2013–2022

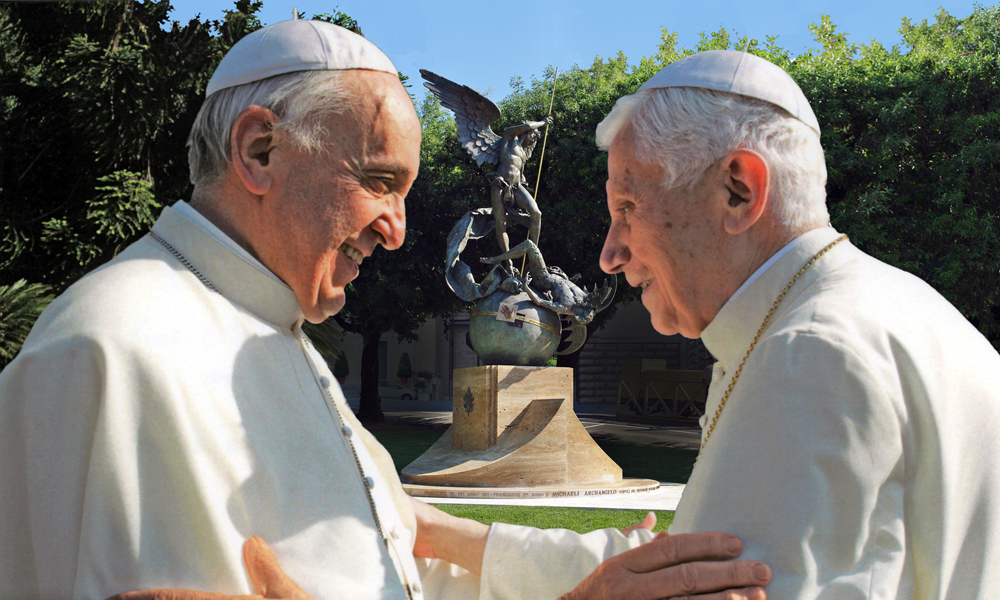
Bento XVI com o Papa Francisco em julho de 2013

Na manhã de 28 de fevereiro de 2013, Bento se reuniu com todo o Colégio dos Cardeais e às 17h de Roma (3 horas antes da formalização da Renúncia) voou de helicóptero para a residência papal de verão de Castel Gandolfo. Permaneceu lá até que a reforma fosse concluída em sua casa de repouso, o Convento Mater Ecclesiae nos Jardins do Vaticano perto de São Pedro, antiga casa de doze freiras, para onde se mudou em 2 de maio de 2013. Para protegê-lo, há uma cerca viva e uma cerca. Possui um jardim de mais de 2 mil metros quadrados com vista para o mosteiro e adjacente ao atual "jardim do Papa". A algumas dezenas de metros está o edifício da Rádio Vaticano.
Após sua renúncia, Bento XVI manteve seu nome papal em vez de voltar ao seu nome de nascimento. Continuou a usar a batina branca, mas sem a peregrineta ou a fáscia e deixou de usar os sapatos papais vermelhos. Ademais, devolveu seu Anel do Pescador oficial, que se tornou inutilizável ao fazer dois grandes cortes em sua face.
De acordo com um porta-voz do Vaticano, Bento XVI passou seu primeiro dia como papa emérito com o arcebispo Georg Gänswein, prefeito da Casa Pontifícia. No mosteiro, o papa emérito não viveu uma vida enclausurada, mas estudou e escreveu. Encontrou-se oficialmente pela primeira vez com seu sucessor, vários meses após sua eleição, na inauguração de uma nova estátua de São Miguel Arcanjo. A inscrição na estátua, segundo o cardeal Giovanni Lajolo, tem o brasão dos dois papas para simbolizar o fato de que a estátua foi encomendada por Bento XVI e consagrada por Francisco.
Em 2013, foi relatado que Bento XVI tinha vários problemas de saúde, incluindo pressão alta e caiu da cama mais de uma vez, mas o Vaticano negou quaisquer doenças específicas.

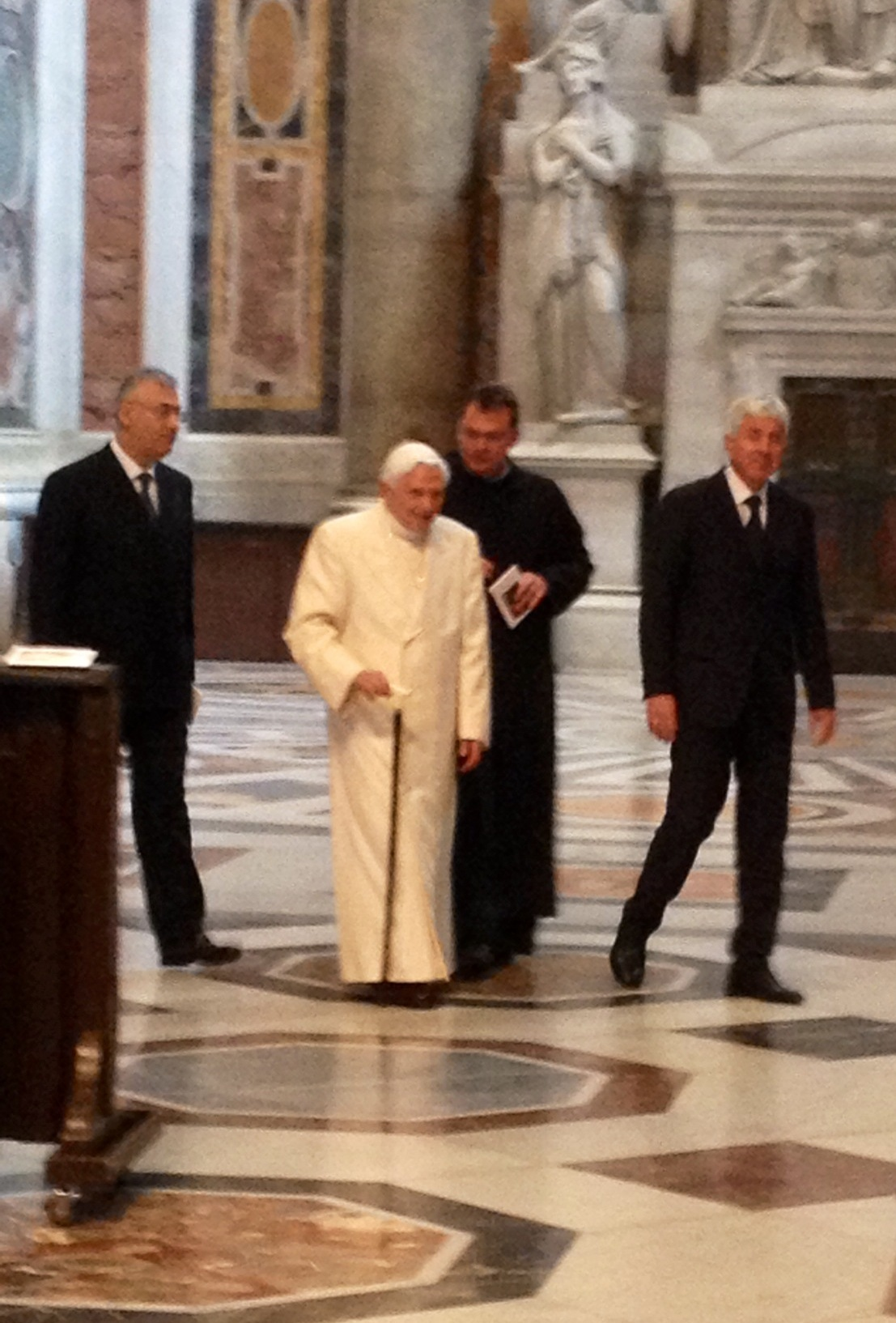
Bento XVI em 2014, um ano após sua renúncia

Bento XVI fez sua primeira aparição pública após sua renúncia na Basílica de São Pedro em 22 de fevereiro de 2014 para participar do primeiro consistório papal de seu sucessor, Francisco. Bento XVI, que entrou na basílica por uma entrada discreta, estava sentado em fila com vários outros cardeais. O papa emérito tirou seu solidéu quando Francisco desceu a nave da Basílica de São Pedro para cumprimentá-lo.
Em agosto de 2014, Bento XVI celebrou a missa no Vaticano e se reuniu com seus ex-alunos de doutorado, uma tradição anual que mantinha desde a década de 1970. Participou da beatificação do Papa Paulo VI em outubro de 2014. Semanas antes, havia se encontrado com Francisco na Praça de São Pedro para uma audiência em homenagem aos avós, para ressaltar sua importância na sociedade.
Bento XVI escreveu o texto de um discurso, proferido pelo arcebispo Georg Gänswein, por ocasião da dedicação da Aula Magna da Pontifícia Universidade Urbaniana ao Papa Emérito, "um gesto de gratidão pelo que ele fez pela Igreja como um conciliar especialista, com seu magistério como professor, como Prefeito da Congregação para a Doutrina da Fé e, finalmente, do Magistério". A cerimônia aconteceu na terça-feira, 21 de outubro de 2014, durante a abertura do ano letivo.
Bento XVI participou do consistório para novos cardeais em fevereiro de 2015, saudando Francisco no início da celebração. No verão de 2015, Bento XVI passou duas semanas em Castel Gandolfo, a convite do Papa Francisco. Enquanto lá estava, participou de dois eventos públicos. Recebeu dois doutorados honorários concedidos a ele pelo Cardeal Stanisław Dziwisz, assessor de longa data do Papa João Paulo II, da Pontifícia Universidade João Paulo II e da Academia de Música de Cracóvia. Em seu discurso de recepção, Bento prestou homenagem a seu predecessor, João Paulo II.
A Biblioteca Romana Joseph Ratzinger-Bento XVI no Pontifício Colégio Teutônico foi anunciada em abril de 2015 e estava programada para ser aberta a estudiosos em novembro de 2015. A seção da biblioteca dedicada à sua vida e pensamento está sendo catalogada. Inclui livros dele ou sobre ele e seus estudos, muitos doados pelo próprio Bento XVI.
Bento XVI, em agosto de 2015, apresentou um cartão manuscrito para servir de testemunho à causa da canonização do Papa João Paulo I.
Em março de 2016, Bento deu uma entrevista expressando suas opiniões sobre a misericórdia e endossando a ênfase de Francisco na misericórdia em sua prática pastoral. Também naquele mês, um porta-voz do Vaticano afirmou que Bento XVI estava "lentamente, serenamente enfraquecendo" em sua saúde física, embora sua capacidade mental permanecesse "perfeitamente lúcida".
O papa emérito foi homenageado pela Cúria Romana e por Francisco em 2016 em audiência especial, em homenagem ao 65º aniversário de sua ordenação sacerdotal. Em novembro daquele ano, não compareceu ao consistório para novos cardeais, mas se encontrou posteriormente com eles e com Francisco em sua residência. Após a morte do cardeal Paulo Evaristo Arns em dezembro de 2016, Bento tornou-se a última pessoa viva nomeado cardeal pelo Papa Paulo VI.

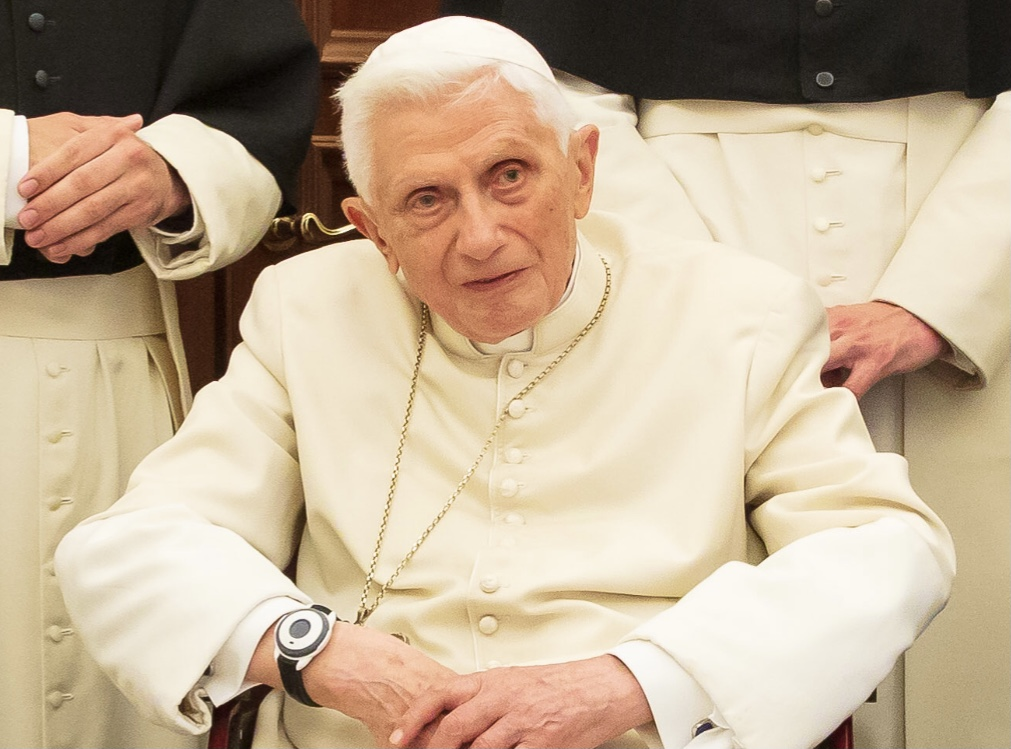
Bento XVI, em 10 de agosto de 2019

Em junho de 2017, Bento recebeu os novos cardeais em sua capela e falou com cada um deles em sua língua nativa. Em julho de 2017, enviou uma mensagem por meio de seu secretário particular para o funeral do cardeal Joachim Meisner, que morreu repentinamente durante as férias na Alemanha.
Em novembro de 2017, surgiram imagens na página do Facebook do bispo de Passau, Stefan Oster, de Bento com um olho roxo. O bispo e autor Peter Seewald visitou o ex-papa em 26 de outubro, já que a dupla estava presenteando Bento XVI com o novo livro Bento XVI - O Papa Alemão, criado pela diocese de Passau. O ex-papa sofreu o hematoma mais cedo depois de ter escorregado.
No final de 2019, Bento XVI colaborou em um livro expressando que a Igreja Católica deve manter sua disciplina do celibato clerical, à luz do debate em andamento sobre o assunto, embora posteriormente tenha solicitado que seu nome fosse removido do livro como coautor.
Em junho de 2020, Ratzinger viajou à Baviera, sua terra natal, para visitar o irmão Georg, que morreu no início do mês seguinte aos 96 anos. Depois de seu retorno ao Vaticano, seu biógrafo Peter Seewald revelou que o papa emérito estaria "gravemente doente" e que, aos 93 anos, estaria "bastante frágil e sua voz praticamente inaudível". Depois da renúncia em 2013, foi a primeira viagem de Ratzinger a outro país.
Em 3 de agosto de 2020, seus assessores revelaram que ele tinha uma inflamação do nervo trigêmeo. Em 2 de dezembro do mesmo ano, o cardeal maltês Mario Grech anunciou ao Vatican News que Bento XVI tinha dificuldade para falar e que havia dito aos novos cardeais após o consistório que "o Senhor tirou minha fala para me deixar apreciar o silêncio".
Bento XVI se tornou o papa com idade mais avançada, em 4 de setembro de 2020, com 93 anos, quatro meses e 16 dias, ultrapassando a idade do Papa Leão XIII. Em 29 de junho de 2021, celebrou o Jubileu de Platina (70º aniversário de sacerdócio).
Após o consistório de 27 de agosto de 2022, Francisco e os cardeais recém-criados fizeram uma breve visita a Bento no mosteiro Mater Ecclesiae.

## Morte

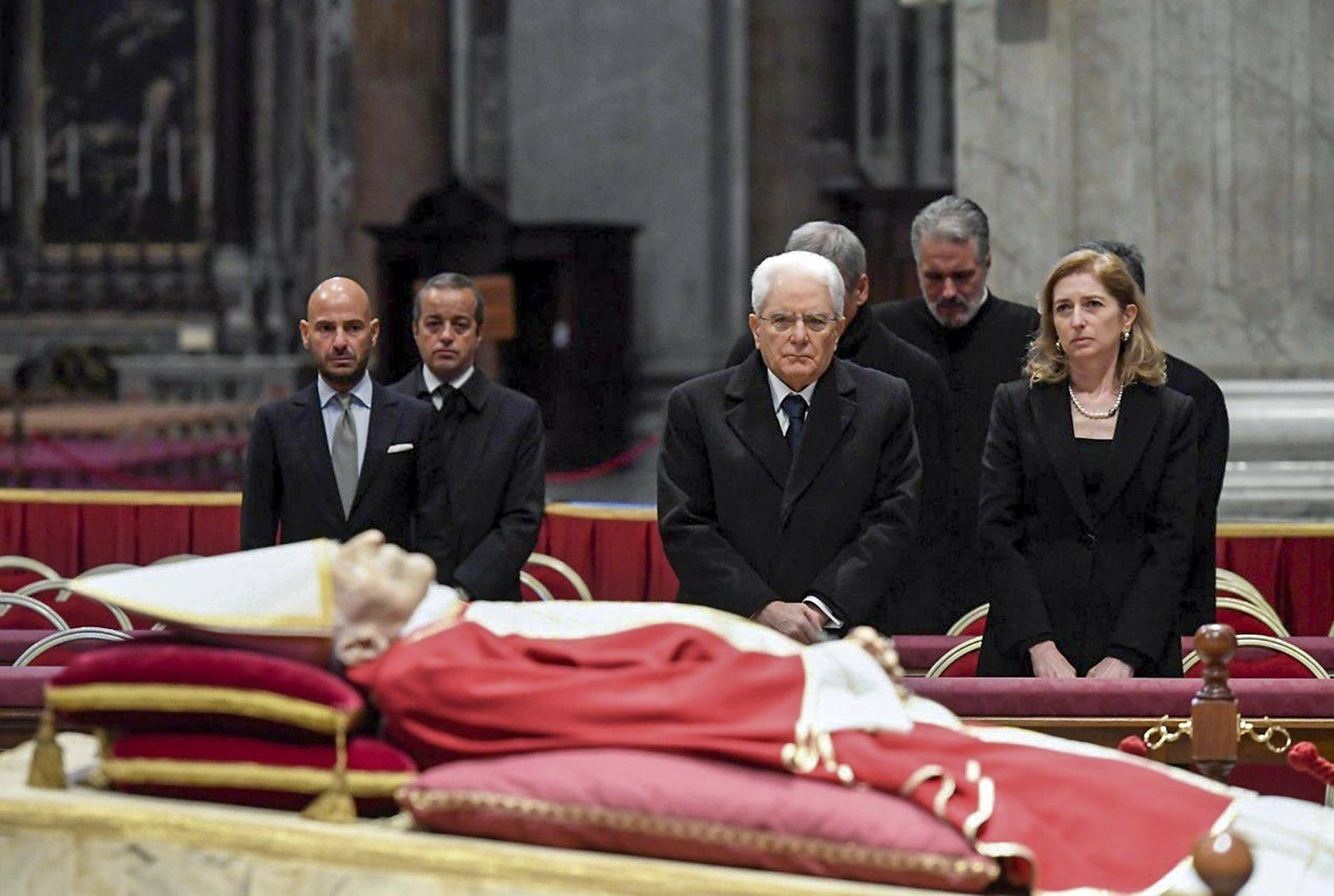
O presidente italiano Sergio Mattarella presta homenagem a Bento XVI

Em 28 de dezembro de 2022, o papa Francisco disse ao final de sua audiência que Bento estava "muito doente" e pediu a Deus que "o confortasse e o apoiasse neste testemunho de amor à Igreja até o fim". No mesmo dia, Matteo Bruni, o diretor da Sala de Imprensa da Santa Sé, afirmou que "nas últimas horas houve um agravamento da saúde [de Bento] devido ao avanço da idade" e que Bento estava sob cuidados médicos. Bruni também afirmou que após a audiência de Francisco, este foi para o mosteiro Mater Ecclesiae onde Bento estava.
Morreu na manhã do dia 31 de dezembro no Vaticano, aos 95 anos de idade, devido a um choque cardiogénico, resultante de uma insuficiência respiratória que evoluiu a partir de uma insuficiência parenquimatosa. "Com pesar, informo que o Papa Emérito, Bento XVI, faleceu hoje às 9h34 no Mosteiro Mater Ecclesiae. Mais informações serão fornecidas assim que possível", anunciou o Vaticano em um comunicado. Segundo um enfermeiro de turno, Joseph Ratzinger proferiu suas últimas palavras em italiano: "Senhor, eu te amo".

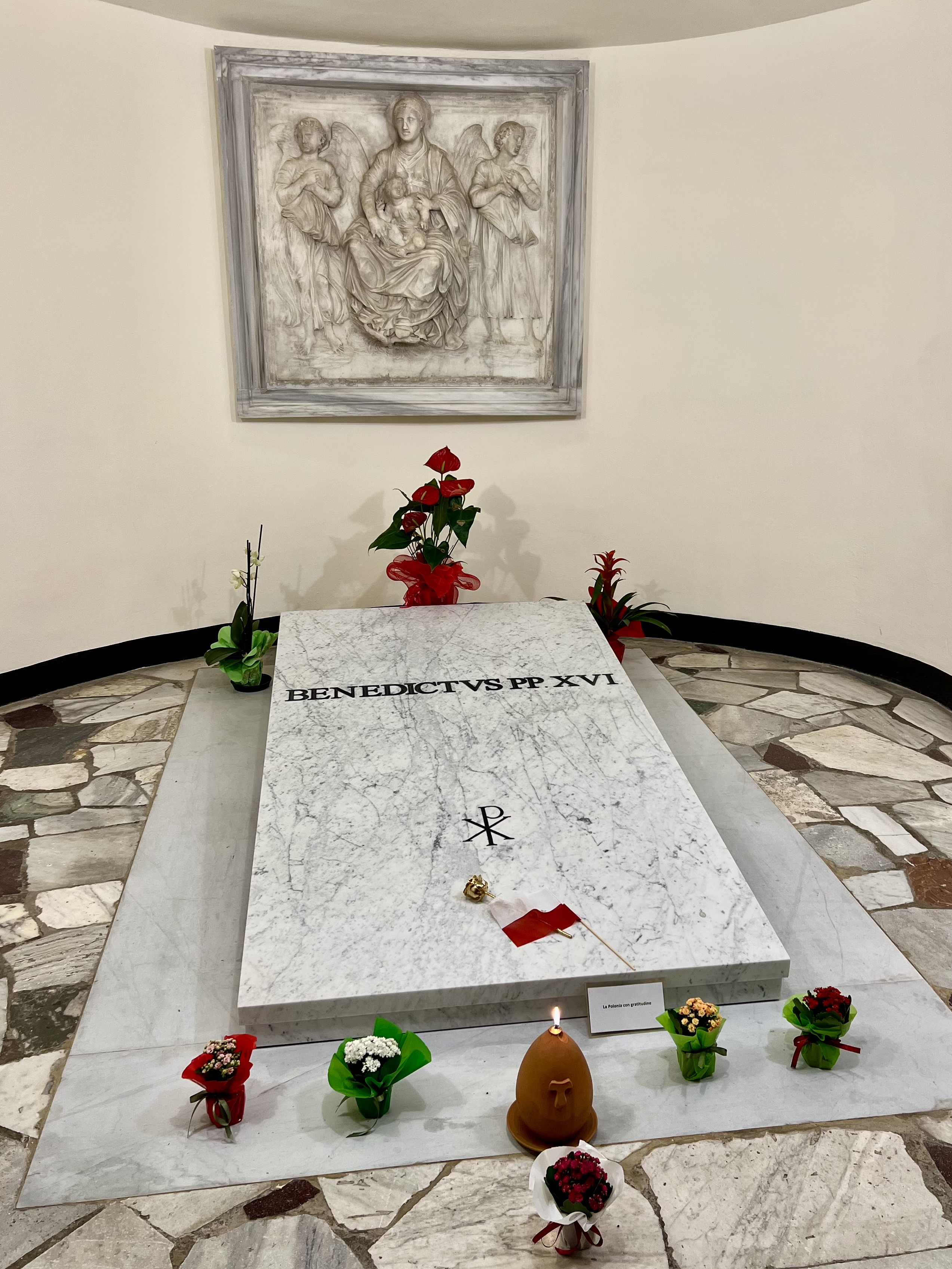
O túmulo de Bento XVI nas Grutas do Vaticano

Entre 2 e 4 de janeiro de 2023, o corpo de Bento foi velado na Basílica de São Pedro, durante o qual cerca de 200 mil pessoas prestaram suas homenagens. Seu funeral aconteceu no dia 5 de janeiro na Praça de São Pedro às 9h30, presidido pelo Papa Francisco e celebrado pelo Cardeal Giovanni Battista Re. Esta foi a primeira vez desde 1802 que um papa compareceu a um funeral de seu predecessor. Estima-se que 100 mil pessoas compareceram ao funeral. Alguns participantes seguravam cartazes com os dizeres ou gritavam "Santo subito", pedindo sua rápida canonização, um grito ouvido anteriormente no funeral de João Paulo II. Bento foi enterrado na cripta abaixo da Basílica de São Pedro, no mesmo túmulo originalmente ocupado por João Paulo II antes de sua beatificação em 2011. A tumba foi aberta ao público em 8 de janeiro. Seu testamento espiritual, datado de 29 de agosto de 2006 e divulgado pelo Vaticano no dia de sua morte, termina assim:
Jesus Cristo é verdadeiramente o caminho, a verdade e a vida — e a Igreja, com todas as suas insuficiências, é verdadeiramente o seu corpo. Concluindo, peço humildemente: orai por mim, de tal modo que o Senhor, apesar de todos os meus pecados e insuficiências, me receba nas moradas eternas. A todos aqueles que me são confiados, dia após dia dirijo de coração a minha prece.

## Obra
As publicações de Ratzinger alcançam os 600 títulos. Muitos são estudos de circulação restrita aos meios eclesiásticos. Várias de suas obras atingiram recordes de venda após a sua eleição como papa.

## Homenagens
Em 27 de outubro de 2014, foi inaugurado um busto de bronze do Papa Bento XVI na Pontifícia Academia das Ciências de Roma. A solenidade foi presidida pelo Papa Francisco.